# キルラキル
『キルラキル』 (KILL la KILL) は、TRIGGER制作による日本のテレビアニメ作品。2013年10月から2014年3月までMBS・TBS・CBC・BS-TBS『アニメイズム』B2にて放送された。全25話（テレビ放送24話+未放送1話）。TRIGGERにとっては、本作が初のテレビアニメ制作元請作品となる。

## 概要

### 内容
かつて、ガイナックスで『天元突破グレンラガン』を制作した主要スタッフがTRIGGERとして独立した後、企画から立ち上げた初のテレビアニメシリーズ作品。キャストには同作品に出演していたメンバーも多く含まれている。
キャッチコピーは「キルカ、キラレルカ」。基本的には荒んだ世界を舞台とした学園バトルものであるが、セル画制作の全盛期風の作画や背景などを多用し、着た人間に人知を超えた力を与える制服や自我を持った制服が登場するという、ファンタジー要素も盛り込まれている。

### 視覚デザイン
随所で3DCGを用いて背景などをダイナミックに動かすような現代の先端の技術を使用している一方で、紙に絵具で手描きという背景美術を主に用い、セル画制作時代の作品のような画風で描くなどのレトロ要素も盛り込まれている。キャラクターデザイン・総作画監督を担当するアニメーターのすしおは「あまり枚数を使わずに、リミテッドアニメを意識した手法でキャラのたたずまいとか芝居をちゃんと描きたい」、「昔のアニメーターさんの芝居の作り方をなんとか表現しようと」したという。
映像中の文字のほとんどは、赤か白の巨大な太字フォント（フォントワークス・ラグランパンチ UB）を特徴とする。監督の今石洋之は、技や人名など言葉遊びの要素の強いシナリオのために重要な部分はテロップで読ませる必要があったこと、作品全体を通してアイコンになる表現として画面を埋め尽くすほど押しだしの強い文字を必要としたことからこの書体を選んだという。画面サイズについては、現在のシーンについては16:9サイズなのに対し、回想シーンについては4:3サイズのアナログ放送時代の画面構成になっている。なお、作中に登場するコンピュータなどで使われるモニター画面はドットマトリクス式のモノクロ液晶になっている。

### 制作
アニプレックスのプロデューサー・鳥羽洋典が、『劇場版 天元突破グレンラガン 螺巌篇』の仕上げの際から、「今石洋之と中島かずきでもう一度アニメの仕事がしたい」と言い続けたのが企画の発端であった。今石と中島の2人は別の仕事をしていた間も、定期的にミーティングを重ねていたという。しかし、『グレンラガン』を超える作品を考えるための企画が行き詰まり、一度リセットしてスタッフみんなが楽しめてすぐに作れるものを考えようと再検討した際、「『男組』の女子高生版」、「主人公は『女囚さそり』の梶芽衣子のような感じ」、「セーラー服が武器になって戦う」などのアイデアが出され、「学生を主人公とした抗争劇のテイストと1980年代の『週刊少年ジャンプ』黄金期のバトルマンガの手法を取り入れた、女子高生2人の抗争を中心とする異能力バトル物」という大まかなラインが決まった。
中島は今石らに資料として、『男一匹ガキ大将』、『大ぼら一代』、『男組』、『男大空』、『野望の王国』、『おれが大将』など1970年代の学園抗争漫画作品を大量に読ませたが、これらの漫画作品とは違い主人公を女子高生にした理由については、「いま主人公を男にしてこういう学園抗争ものを再現しても感情移入ができずリアリティが持てない、むしろ梶芽衣子のようなヒロインの美しさと強さを書きたかった」と述べている。また、セーラー服が武器となる理由を考える中で、服と人間の関係や服とは何かということもテーマとして詰めていったという。
もっともその後、中島には『仮面ライダーフォーゼ』の、今石には『ブラック★ロックシューター』の仕事が入ったため、プロジェクトは一旦中断した。この中断や別の仕事をしたことが、互いが改めてやりたいことを見直し、企画を練り直すきっかけになった。この過程で、途中まで書きあがっていた一話完結型のバトルものとして構成されていた脚本は書き直され、レギュラーキャラクターのドラマを深めていく方向に書き改められた。
最終回（第二十四話）は前回（第二十三話）の予告時点ではまだ未完成だったために番組内容は一切流さず、その代わりに予告ナレーションを兼任していた「鮮血」役の関俊彦が視聴者を代弁してスタッフ一同を励ますという内容となった。放送当日朝にようやく完成した放送用素材は、スタッフの手で東海道新幹線に乗ってMBSの大阪本社へ納品され、無事放送された。

### プロモーション
本作以前の制作作品『リトルウィッチアカデミア』の制作当時から、TRIGGERの公式サイトでは断片的に本作の制作が示唆されており、2013年5月10日には本作品の公式サイトが立ち上げられると同時にアニメ雑誌への正式な制作発表が行われた。同年8月14日には放送枠が『アニメイズム』であることや放送開始が同年10月からであることが発表され、MBSでの放送開始日の10月3日には朝日新聞の関西版に、TBSでの放送開始日の10月4日には同新聞の関東版にそれぞれ全面広告が掲載された。
2018年6月17日には、初のゲーム化が発表された。『キルラキル ザ・ゲーム -異布-』のタイトルで2019年7月25日に発売。開発はエープラス、販売はアークシステムワークスが担当。

## あらすじ

### 「鮮血」との出会い、その力
父の仇を探す女子高生の纏 流子（まとい りゅうこ）は、父の殺害現場に残されていた巨大な「片太刀バサミ」の謎を追って本能字学園（ほんのうじがくえん）へ転校した。だが、学園は人間に人知を超えた力を与える制服「極制服」（ごくせいふく）を操る生徒会によって武力と恐怖で支配されていた。一つ星から最上級の三つ星までの極制服を生徒たちに与え学園を支配する、生徒会長の鬼龍院 皐月（きりゅういん さつき）が片太刀バサミの秘密を知っていると確信した流子は彼女に挑むが、二つ星極制服を着用したボクシング部部長の前に為す術なく敗れてしまう。
敗走した流子が焼失した自宅跡へ戻り無力さに打ちひしがれていると、突如床板が開いて地下へ落下する。そこには謎の黒い喋るセーラー服「鮮血」がおり、流子の血を吸ったことで覚醒したそれは、彼女に自分を着用してもっと血をよこすように迫って来た。一方、学園では流子を炙り出すべく、流子と親しくなった女子生徒の満艦飾 マコ（まんかんしょく マコ）の処刑が行われようとしていた。そこへ乱入した流子はボクシング部部長に「鮮血」の力で逆襲を果たし勝利するが、力を使い果たして倒れてしまう。
やがて、マコの父親で闇医者の満艦飾 薔薇蔵（まんかんしょく ばらぞう）の治療を受けた流子は、極制服をもらえない最下級の無星（むぼし）の生徒たちが住むスラムにあるマコの家に居候して学園に通うようになった。流子とマコの前には、生徒会の配下の女子テニス部部長が立ちはだかる。「鮮血」の力を引き出せず一度は敗れた流子に、謎めいた担任の美木杉 愛九郎（みきすぎ あいくろう）が味方し、「鮮血」を効果的に起動させるグローブ「赤手甲」を与える。かつて流子の父の纏 一身（まとい いっしん）博士を知っていた美木杉は鬼龍院家の支配を良く思っておらず、流子の父が極制服や神衣（かむい）「鮮血」の開発に当たっていたことや、これらの服は「生命戦維」（せいめいせんい）という生きた繊維でできているという秘密を流子に明らかにしてゆく。
神衣「鮮血」を流子が持っていることを知った皐月は、自らの家に封印されていたもう1つの神衣「純潔」を持ち出すと、「純潔」の力をねじ伏せて着こなすことに成功し、流子との直接対決に挑む。終始圧倒され敗北寸前の流子は、マコの与えたヒントを手掛かりに神衣を着こなす本質に思い至り、ついに「人衣一体」の本来の戦闘形態を引き出して互角の勝負に持ち込む。父の仇を探して皐月の野望も打ち砕くことを宣言した流子に、皐月は次の直接対決までに校内の全クラブが流子を襲うことを宣告し、直接対決に勝てばすべてを話してやると約束する。
流子が無茶苦茶な学校行事に振り回されたり次々に襲い来るクラブと戦っていく中、美木杉の知人で共に反制服ゲリラ「ヌーディスト・ビーチ」に属する黄長瀬 紬（きながせ つむぐ）も学園に接近していた。黄長瀬は神衣「鮮血」の所有者である流子からそれを取り上げようと挑み、彼女をほぼ敗北へ追いつめる。生命戦維の危険を説き、いずれ流子も神衣に飲み込まれると警告する黄長瀬に対し、流子と「鮮血」は心の絆を深めてゆく。
流子と「鮮血」の出現をきっかけに、皐月が何らかの思惑で二つ星極制服の大量生産と部長の乱造に着手する中、生徒会四天王の1人で強い相手を求める猿投山 渦（さなげやま うず）が流子との決戦に挑む。自身の能力「天眼通」に頼る猿投山は流子に完敗して三つ星極制服の「剣の装」を破壊されたうえに皐月から見放されるが、まぶたを縫って目を塞ぎ「天眼通」を封印した猿投山の覚悟を見た皐月は再戦を認める。流子は覚醒した猿投山の前に黄長瀬との戦いに次ぐ敗北を喫し、自らも「鮮血」の力に頼っていたことを悔やむ。

### 「喧嘩部」、「壊惨総戦挙」、そして「塔首頂上決戦」
猿投山との決戦後から妙に細分化されたクラブと戦ううちに生徒会によるクラブの乱造を知った流子は、自分もマコとともに「喧嘩部」を立ち上げて皐月に承認される。しかし、これは「鮮血」打倒と力のないクラブの一掃を図る皐月の計略だった。流子が次々にクラブを打倒するとともに部長のマコは最下層の無星から一つ星に、さらに二つ星に昇格するが、スラム暮らしからぜいたくな暮らしに慣れることでマコの目標は階層上昇に変わってしまい、学園のシステムに取り込まれる。ついに四天王との喧嘩が始まるというときに流子はマコへ退部届を出すが、皐月はマコに二つ星極制服を渡し、流子を倒せば三つ星へ昇格させるとそそのかす。こうして始まったマコと流子の戦いを皐月は嘲笑うが、流子は戦闘形態を解いて殴られるままとなり、マコも本気を出して戦わなかった。結局、マコは欲望に勝って流子との戦いを収め、喧嘩部を解散する。
こうして流子により多くのクラブが打倒されたところで、皐月は学園の秩序を再編成するため、各自が自分の力で地位を掴み取る「壊惨総戦挙」（かいさんそうせんきょ）の開始を宣言する。一つ星から三つ星までの生徒が互いに争う無秩序な7日間が始まる。決戦闘兵の日に校庭に現れた生徒の中、闘兵場へ進めたのは四天王と流子の5人だけだった。四天王を倒せば父の仇を教えると宣言した皐月が見下ろす中、「塔首頂上決戦」（とうしゅちょうじょうけっせん）の最初の相手として蟇郡 苛（がまごおり いら）が流子の前に立ち塞がる。
塔首頂上決戦の開始を待つ本能町の熱狂の中、美木杉は四天王との決戦中止を流子に促すが、流子は意に介さない。初戦で、無敵の防御を誇る蟇郡の三つ星極制服の「縛の装」・「死縛の装」の二段変態に苦戦するが、「鮮血」の新形態「鮮血閃刃」で内部から「縛の装」を破壊し、蟇郡に勝利する。犬牟田 宝火（いぬむた ほうか）との第二戦では、極制服の「探の装」により光学迷彩で姿をくらませながら攻撃を行う彼に対し、流子が「鮮血」の眼の部分を巨大化させて闘兵場全体に叩きつけて犬牟田の攻撃を封じると、彼は収集した流子のデータを失うことを嫌い、棄権する。蛇崩 乃音（じゃくずれ ののん）との第三戦では、極制服の「奏の装・グラーヴェ」の巨大さと飛行形態「奏の装・プレスト」の火力で闘兵場を破壊していく蛇崩に対し、流子は「鮮血」の飛行形態「鮮血疾風」を繰り出す。一方、「鮮血」のあまりの進化の急速さを危惧する美木杉は、万が一に備えての救援を黄長瀬に要請する。

### 針目縫、乱入
流子は制空権を握り、蛇崩との空中戦で勝利する。しかし、蛇崩は「奏の装・ダ・カーポ」として復活。そこで流子は機転による「鮮血無拍子」でついに蛇崩を倒して四天王3人に勝利する。だが、猿投山との戦闘開始直前、謎の少女・針目 縫（はりめ ぬい）が乱入する。邪魔されて激怒した猿投山は針目へ襲いかかるが、彼女は「剣の装」の攻撃を難なく受け止め、極制服の要となる糸・「絆糸」を一瞬で切り、極制服を失った猿投山を場外へ落とす。四天王がデータ外の人物の登場に困惑する中、黄長瀬らは針目が鬼龍院財閥のアパレル企業・REVOCSコーポレーションから来たグランクチュリエ（高次縫製師）であることを知る。紫色の片太刀バサミを彼女に見せて自分が一身を殺害したと言い切る針目に、父の仇の正体を知った流子は激しい憎悪を向ける。
彼女は半年前に纏邸の地下研究所で研究成果を奪おうとした時のことを楽しげに語る。流子の父が構えた「断ち斬りバサミ」を奪って突き刺し、その半分を持って逃げたという経緯を聞かされ、流子は激怒する。ついに彼女の怒りにつられて「鮮血」は暴走して流子を飲み込み、怪物と化して出血も気にせず破壊の限りを尽くす。マコは流子を失血死させまいと、一家とともに流子のところへ向かう。美木杉は黄長瀬とともに神衣鎮圧用の特殊膠着弾で「鮮血」を狙うが、着用者の生命を保証しない弾丸であるために撃てない。皐月も人衣圧倒で流子にとどめを刺そうとするが、マコが2人の間に割って入り、涙ながらに流子を何度も殴って正気に戻したことで、暴走は止まった。そして皐月は、針目に学園への立ち入りを禁ずる。数日後、体調が戻りつつある流子は、極制服の戦闘データ収集のために自分の戦いを皐月に利用されたことを知り、怒りに燃える。皐月は極制服を実戦投入する時が来たと判断し、いまだ支配に服しない関西征服のために「三都制圧襲学旅行」への出発を宣言する。
襲学旅行の準備が着々と行われる中、REVOCS社のCEOで皐月の母でもある鬼龍院 羅暁（きりゅういん らぎょう）らが日本中の学生へ極制服を支給する陰謀が進むが、流子は先日の自分への不信感から「鮮血」に袖を通そうともせず、満艦飾家で布団にこもっていた。まもなく、非認可の校内新聞を配る元新聞部員の凪田 信二郎（なぎた しんじろう）から戦うよう勧誘を受けた流子が彼を追い返した翌日、凪田の非認可新聞配布を手伝ったマコは蟇郡に捕まり、罰として襲学旅行の兵站要員へ連行されることになる。凪田も風紀部員たちに制裁を受けるが、流子は見過ごせずに「鮮血」を着て凪田を助けようとする。しかし、凪田は実は針目の変装であり、全ては流子を誘い出す罠だった。流子は暴走への恐怖から本気を出せず、針目に「鮮血」を破壊されてしまう。気絶した流子へ止めを刺そうとした針目を間一髪で止めた皐月は、流子に「鮮血」のスカーフ部分を握らせると、バラバラになった「鮮血」の他の破片を持ち去り、襲学旅行へ行く生徒から適任者を選び、神衣の戦闘データを集めさせようと画策する。夜明け前、襲学旅団は関西へ出撃した。

### 「三都制圧襲学旅行」
美木杉の部屋で目を覚ました流子は、現在の「鮮血」が意識を保っているものの力を与えられなくなっていることや、「鮮血」の破片が襲学旅団へ配られたことを知り、「鮮血」のスカーフを首に巻いて襲学旅団をバイクで追う。美木杉も教師の身分を捨てて、戦いの開始を決意する。襲学旅団は三手に分かれ、蟇郡と風紀部員は神戸の神神戸高校と、蛇崩と文化部員は京都の安倍賀茂学園と、猿投山と体育部員は大阪の難波金満高校とそれぞれ対峙し、犬牟田は後方から各高校の通信を攪乱する。京都と神戸では「鮮血」の破片によって極制服を強化された襲学旅団が各部の特殊武装をもって相手校を制圧するが、乱入した流子に「鮮血」の破片を一気に回収されていった。一方、難波金満高校に苦戦する猿投山のもとへ皐月が救援に向かう。食欲に目がくらみ持ち場を放棄して食べ歩いていたマコは猿投山配下の襲学旅団をも全滅させた流子と合流し、彼女が「鮮血」を取り戻す欲に目がくらんでいるために以前より強くなっていることを指摘する。「鮮血」の破片の大半を回収した流子は、残るパーツである赤手甲を持つ皐月のもとへ向かう。
美木杉と黄長瀬は炎上する大阪へ到着し、道頓堀の地下にあるヌーディスト・ビーチの本部基地で戦闘準備に入る。難波金満高校では鬼流院財閥と日本を二分する財閥の御曹司である宝多 金男（たからだ かねお）の下、襲学旅団への激しい抵抗が行われていたが、皐月の威圧に恐怖を覚えた市民は逃亡する。宝多は対本能字学園機動兵器「道頓堀ロボ」で対抗するが、新たな三ツ星極制服を得た猿投山に敗北する。
乱入した流子は皐月から赤手甲を奪おうとするが、「純潔」を戦闘形態にした彼女に圧倒される。皐月は極制服の「改の装」に変身した四天王とともに、流子と宝多の救出を目指すヌーディスト・ビーチと激突する。その隙に、流子は「鮮血」に友達である旨を告げて微笑むと、不完全な「鮮血」で人衣一体への変身を強行し、奇襲で皐月から赤手甲を奪取して「鮮血」を復活させて彼女との戦闘を続行し、死闘の果てに互いの喉元を狙い合う。兵を引かせろという流子の提案を皐月は受け入れるが、それは襲学旅行の最終目的がヌーディスト・ビーチの壊滅であり、蛇崩が戦闘の隙にヌーディスト・ビーチの本部基地を破壊したからであった。ヘリコプターで去っていく皐月の下、焦土と化した大阪で美木杉は流子に全てを語ると話し出す。

### 「原初生命戦維」
皐月は「純潔」を戦闘形態にした時間が長すぎたための激しい疲労の中、執事の揃 三蔵（そろい みつぞう）とその甥である裁縫部部長の伊織 糸郎（いおり しろう）に手当されながら鬼龍院邸へ到着する。大浴場で羅暁から疲労を癒すための禊を受けた皐月は、襲学旅行での戦いぶりを評価され、邸宅奥の糸宮殿（しきゅうでん）にある「原初生命戦維」を見ることを許される。人類は宇宙から落ちて来たこの生命体に寄生され奉仕する存在であること、服となり地表を覆うようになった生命戦維を「カバーズ」（COVERS）といい鬼龍院家はその代弁者だということを語った羅暁は、皐月に鬼龍院家と生命戦維の勝利宣言となるイベント「大文化体育祭」を本能字学園で開催するようにと命令する。
一方、流子と美木杉ら一行はヌーディスト・ビーチ基地の奥にある地下ビーチへ向かい、生命戦維の秘密が語られる。類人猿は神経電流を主食とする生命戦維に寄生されたことで急速に脳の進化を促され、人類という地上の覇者となった。生命戦維は直接体内に入ると宿主を殺してしまうために皮膚で繁殖し、人類の場合は服となって身体を覆った。生命戦維は服を着る習慣だけを人類に残して長い眠りに就いていたが、20年ほど前に鬼龍院家により復活させられた。鬼龍院家はREVOCS社を通じて微量の生命戦維の入った服を世界中へ売ったが、纏博士はその企みに恐怖を感じて鬼龍院家を脱走し、私財を投じてヌーディスト・ビーチを築いた。「鮮血」は生命戦維に対する抵抗力が特に強い流子に着せるために纏博士が作った戦闘服であり、半年前に博士が流子を屋敷へ呼んだ理由はこれを渡すことだったが、その寸前に針目に殺されたのだという。流子は自分や「鮮血」を武器としてしか見ない彼らに怒り「鮮血」を脱ぐが、マコと「鮮血」の説得で再び袖を通す。
夜の廃墟で、流子は美木杉から黄長瀬の姉がヌーディスト・ビーチによる生命戦維実験中に服へ飲み込まれて落命したことや、それを乗り越えて纏博士は流子を守るために彼女のDNAを組み込んだ「鮮血」を完成させたことを明かされる。一方、本能字学園では大文化体育祭の会場となる羅暁スタジアムの準備が進み、本能町では住民らへの礼服配布と式典への強制出席の命令が下されていた。皐月と四天王らは羅暁理事長を迎えるために水杯を交わす。美木杉らは、本能字学園の目標は制圧した全国の学生へ生命戦維入りの制服を着せること、大文化体育祭は本能町に集めた人間を生命戦維に飲み込ませカバーズの完全覚醒を図る目的であろうと説明する。それに憤った流子は、一行とともに大阪から本能町を目指す。
翌日、大文化体育祭の開会式で羅暁は演説とともに、参席者の礼服の生命戦維を起動させる。会場へ突入した流子が見たのは、満艦飾 又郎（まんかんしょく またろう）を除く参席者全員が生命戦維の繭に包まれた静寂の光景だった。そのとき羅暁を皐月が背後から突き刺すと、本能字学園が羅暁と生命戦維へ反旗を翻すことや、自分はそのために学園を作ったことを宣言する。皐月は5歳の時、父・鬼龍院 装一郎（きりゅういん そういちろう）から生命戦維の真相を教えられて以来、母に従うふりをしながら反撃を準備していた。装一郎は優秀な科学者であったが、生後間もない皐月の妹を羅暁が生命戦維との融合実験に用いて死なせたことをきっかけに、羅暁と敵対したのだった。
皐月と四天王はREVOCS社の服を捨てることを唱えながら、生命戦維から生徒や住民を解放していく。肉体を生命戦維と融合させている羅暁は急速に傷を回復させ、生命戦維による「精神仮縫い」で生徒たちの脳を縛り、自分の手先に変える。皐月と四天王が生徒たちや針目と戦う中、羅暁に脳を縛られて皐月へ襲い掛かった流子は自力で頭から生命戦維を引きずり出すと、「鮮血」との完全な人衣一体を達成して針目を追い詰めるが、皐月は羅暁に圧倒されて刀を折られ、「純潔」を奪われる。鬼龍院邸から飛び立った紳士服型カバーズの大軍が上空を占める中、「純潔」を着た羅暁は流子の身体から心臓をもぎ取ると、生命戦維でできたそれを手に、流子こそが生命戦維との融合実験で死んだはずの自分の娘だったことを明かす。パニックになった流子が羅暁と針目に翻弄される一方、上空のカバーズは糸を垂らしてスタジアムの人々を無差別に吊り上げて飲み込み始め、マコまでが服に飲まれて行方不明になる。皐月は最後の気力で自爆ボタンを押し、会場を爆破した。

### 大阪からの再反逆
1か月後、四天王はヌーディスト・ビーチの一員となり、各地で学生らを助けていた。本能町でマコを探していた又郎は蛇崩に救出され、北関東で戦っていた番長連合や猿投山は蟇郡に救出され、大阪のヌーディスト・ビーチ基地へ送られた。カバーズは皐月配下の学園を全滅させたうえ、REVOCS社の服が国民の脳神経を操り、カバーズによる征服活動を意識外に追いやっていた。流子は「鮮血」に助けられ、基地の医務室で満艦飾夫妻に手当されていたが、昏睡したままであった。本能字学園の廃墟で羅暁に監禁されていた皐月は折檻されながら、装一郎が死んだふりをして一身へ姿を変えていたことを知らされる。羅暁が針目に皐月や流子を飲み込ませるための新たな神衣の縫製を行わせていたころ、ヌーディスト・ビーチ基地では迫るカバーズに対して美木杉・黄長瀬・蟇郡・猿投山・蛇崩の「最強の5人」が出撃し、蟇郡は伊織と犬牟田が開発した「急急救命吸引具」でカバーズからまずマコを救い出す。流子をおびき寄せるべくカバーズが怪音を発し始めると、彼女は覚醒してカバーズの群れを一掃するが、目覚めを喜ぶ「鮮血」に対し、自暴自棄になった流子は「鮮血」を拒絶する。
自分が生命戦維と一体化している事実に傷ついた流子には、もはやマコの説得も届かない。羅暁や針目の虚像に本能字学園での決闘を挑発された流子は、バイクで本能町へ向かう。基地に残された面々は、犬牟田が本能字学園をハッキングして得た映像から、囚われた皐月が足指の爪につけた刃を研いで反逆を企てていることを知り、皐月の救出に動く。美木杉も応じ、ヌーディスト・ビーチの切り札である空母「裸の太陽丸」を地下から発進させた。一同が学園沖合に到着して攻撃を始めたころ、流子も学園に乗り込みカバーズを一掃するが、針目が自分も流子同様に生命戦維と融合した人間だと話して流子を動揺させる。羅暁は流子を捕えて「純潔」を着せ、流子の記憶を幸せな偽造記憶で上書きし洗脳する。その隙に脱出した皐月は四天王に助けられて「裸の太陽丸」へ迎えられるが、「純潔」を着た流子が艦上に襲いかかる。皐月は、利害の一致した「鮮血」を着て流子に対峙する。
皐月と流子が艦上で戦う間、羅暁がREVOCS社社員と使用人たちをカバーズに飲み込ませ、原初生命戦維を浮上させて「繭星降誕」（まゆぼしこうたん）を開始する。皐月と「鮮血」は「人衣一体」で戦うが、「純潔」の着心地に溺れる流子は正気に戻れという「鮮血」の説得を拒絶し、皐月と「鮮血」が対話できていない隙を突いて圧倒する。介入してきた四天王も苦戦しつつ、皐月の計画通り流子を蟇郡の前におびき寄せ、流子を「純潔」から吸い出そうとするが、流子と「純潔」の生命戦維は固く縫い合わされていたため、失敗してしまう。マコも説得に現れるが、「鮮血」は針目からマコを守ろうとしてもつれ合い、マコに着られる。マコごと「鮮血」を叩き斬ろうという流子の「純潔」を皐月が切り裂き、彼女の声に応じてマコは「鮮血」もろともその隙間へ飛び込み、流子の精神世界内で生命戦維との結婚式に臨む流子に最後の説得を試みる。流子は片太刀バサミで2人を斬って精神世界は血の雨に染まり、マコらは衝撃波と共に「純潔」から排出される。説得が失敗したとほくそ笑む針目は艦に止めを刺そうとするが、流子は片太刀バサミで針目を串刺しにすると、自力で体に縫い付けられていた「純潔」をむしり取って、血塗れになりながらも粉々に引きちぎり復活を果たす。

### 「天種繭星」、「神羅纐纈」、そして「デート」
皐月やマコの血を吸った「鮮血」と合体し、マコや「鮮血」のような「わけのわからないもの」に守られていることを実感した流子は針目を圧倒すると、片太刀バサミの両方を奪って彼女の両腕を斬り落とす。針目はヘリで救出に現れた鳳凰丸 礼（ほうおうまる れい）によって本能字学園へ送られるが、彼女が連れてきたカバーズは取り込んでいた学生らを「急急救命吸引具」で吸い取られて倒され、生命戦維は裁縫部に回収されて伊織の最後の極制服製造の原料となる。皐月と対峙した流子は皐月に1発殴らせろと凄むが、盾となって彼女をかばう四天王の姿に自分同様「わけのわからないもの」に守られていることを悟ったうえ、皐月も他人を駒にしてきた自分の非を詫びたため、流子は拳を収める。満艦飾家特製コロッケのパーティーで一同が和解したあと、皐月は羅暁が全人類をカバーズに飲み込ませて生命戦維で地球を覆い、惑星ごと爆発させて他の星々へ種を拡散させる「天種繭星」（あまつだねのまゆぼし）という生命戦維の計画に従っていることを語り、美木杉に指揮を委ねる。皐月は流子と共に羅暁と原初生命戦維の阻止に、「裸の太陽丸」は世界中の服をカバーズに変える信号を放つ発信装置の破壊に本能字学園へ向かう。「裸の太陽丸」を襲ってきた巨大カバーズには、再び喧嘩部極制服をまとったマコが立ち向かう。
流子と皐月は原初生命戦維に追いつくが、超硬化生命戦維の刃をふるう羅暁に手も足も出ない。「裸の太陽丸」では、コロッケで体力を回復させながら戦うも増えるカバーズの群れに追い詰められたマコへ、最終形態の極制服をまとった四天王が加勢する。「裸の太陽丸」を原初生命戦維に喰らわせようと目論む羅暁は、流子の胴体を両断して海へ落とすと皐月を罵るが、皐月が囮となって時間を稼ぐ間に、生命戦維ならではの再生を果たしていた流子は原初生命戦維の中枢破壊に向かう。中枢の硬さに苦戦する流子の背後から、追いついてきたマコや復活した各部部長たちが人力タービンを回す「裸の太陽丸」が突入したことで、原初生命戦維は破壊されて機能を停止する。最終決戦前に揃の入れる紅茶を飲み、本能字学園を取り戻すためにグラウンドへ突入した生徒一同の前で、羅暁はついに完成した究極の神衣「神羅纐纈」（しんらこうけつ）をまとう。
羅暁は「神羅纐纈」に鳳凰丸を取り込み、生命戦維を意のままに従わせる「絶対服従」の能力を発動させて極制服や神衣の力を奪い、海中にあった原初生命戦維をグラウンドになだれ込ませる。しかし人体と生命戦維が融合した存在の流子だけが「絶対服従」の影響を受けず、「鮮血」を脱いで戦い続ける。「鮮血」も、皐月に言葉が通じたことから自分も流子同様に人でも服でもない存在であることを悟って「絶対服従」を破り、羅暁に突進して「纐纈」から鳳凰丸を弾き飛ばす。「絶対服従」から解放された四天王らは美木杉らとの連携攻撃で発信装置を破壊し、流子と皐月は片太刀バサミで羅暁を寸断する。絶体絶命の羅暁は、針目に身体を捨てるよう命令する。針目は原初生命戦維と羅暁に融合し、羅暁はロケット状に変形した「神羅纐纈」で宇宙へ飛び出し、直接通信衛星に口づけして全世界の服へ「絶対服従」の信号を送る。
世界中の人がカバーズに飲み込まれて地球を覆う中、流子は自分も宇宙に行くと言い、生徒全員の極制服や「純潔」を「鮮血」に吸収させた最終形態「鮮血更衣」で宇宙へ飛び立ち、「繭星」と化しつつある地球を見下ろす羅暁に立ち向かう。流子と「鮮血」は羅暁の攻撃に身をさらすことで、宿主の生命の危機で活発化する生命戦維の特性を逆手に取り、能力をさらに進化させる。「鮮血」は戦いで「絆糸」を吸収してきたように「神羅纐纈」から「絶対服従」の能力を吸収し、能力を得た流子は全ての生命戦維に「人は人、服は服。飲み込んだ人間を人間に戻せ」と命じ、「繭星」は解体してゆく。地球へ戻るよう促す流子に、羅暁はいずれまた別の生命戦維が地球に来ると予言して消滅する。「鮮血」は戦いの過負荷で解体し始め、流子を大気圏に飛び込ませるが、自らは摩擦熱で炎上しながら流子に「これからは好きな服を着ろ」と言い残して燃え尽きる。地球へ落ちて来た流子を、皐月以下本能字学園の一同は全裸で受け止めるのだった。
学園も本能町も姿を消した後、平和に復興した街へ繰り出したマコと流子と皐月が3人で「デート」を楽しむ中、流子が「鮮血」によく似たセーラー服を着た子供に目を留めるシーンで、物語は幕を閉じる。

### 「卒暁式」
※TV未放映回である25話の内容。24話本編の羅暁との戦いの直後のエピソードであり、同話のエピローグとの間を埋めるエピソードである。
皐月は羅暁打倒を果たしたことで今後をどうすれば良いかを悩んでいた。流子とマコは転校先が決まり、本能字学園の全生徒の進路、本能町の住民全ての行き先も決まる。役目が終わった本能字学園は閉校されることとなり、皐月や四天王たちも卒業式を迎えようとしていた。そんな折、突如、失われたはずの「純潔」を身に纏ったもう一人の皐月、同じく失われたはずの三つ星極制服を纏った四天王らが現れる。その襲撃は羅暁の復讐に燃える鳳凰丸 礼の仕業であった。彼女はかつて恐怖統治を布いていたころの皐月や四天王を実体化させコピーとして作り、真の狙いとして本能字学園に対羅暁用に備えられていた秘密兵器、「裁繍防衛機関」（さいしゅうぼうえいきかん）の発動を企んでいた。皐月とマコは生命戦維発動素体として礼に捕らえられ、その発動に利用されてしまう。
流子と四天王たちはコピーらの攻撃に翻弄されるも、マコの呼びかけで今の自分に過去の存在が敵うはずがないと気勢を上げ、撃破する。しかし「裁繍防衛機関」の威力に流子は窮地に立たされた。その時、空から宇宙に置き去られていた片太刀バサミが飛来する。流子は「過去を忘れないためにも過去に捉われている者の想いを断ち切る」ため今一度、片太刀バサミを振るう。「鮮血」の想いを確かに感じ取る流子は「羅暁からの卒業」であるとする「卒暁式」の意味を叫び、「裁繍防衛機関」を撃破。自棄を起こした礼にナイフを向けられる皐月であったが、繰り出された刃を避けず、共に来ることを諭す。礼が彼女の器の大きさに絆されて事態は収拾した。
本能字学園の人工島は戦いの余波で崩壊がはじまる。生徒・住民が退去する中、流子と皐月も互いに別れを告げた。皐月は消え去る本能字学園への餞として自ら長い黒髪を切り落とし、完全に迷いを払拭する。「鮮血」に想いを馳せる流子は、マコの「鮮血はこの胸にずっと一緒に居る」との語り掛けに、「その通りだ」と応じ夕暮れの空を見上げた。

## 登場人物

### 主要人物
纏 流子（まとい りゅうこ）
声 - 小清水亜美
主人公。何者かに殺害された父親の一身の仇を探す流浪の女子高生。17歳。父殺しの犯人と目される人物が残していった「片太刀バサミ」を入れたギターケースを背負っている。いわゆるスケバンで、「さすらいのギターケース・関東無宿の流子」などと古風な二つ名を名乗る。ぶっきらぼうな言動だが、根は優しく義理人情に厚い。「鮮血」無しでも片太刀バサミと素手で一つ星極制服を着た生徒に囲まれても物ともしない高い身体能力を持つ。母親を早くに亡くしており、その後父によって小学校の寮や寄宿舎付きの学校に入れられた。そのためかグレて、高校生になったころには喧嘩に明け暮れていた模様。家族のふれあいをあまり知らず育っており、父親が死んだ時以来、父親のことを知ろうとしなかったことを後悔している。父の仇探しも敵討ちではなく父のことを知るためである。登場人物の中では比較的常識人でもあり、ツッコミを入れることがある。しかし、周囲に流されて、一貫した自己を持てない一面もある。普段は不良らしく口調も乱暴だが、神衣を纏った露出の多い格好を恥ずかしがったり、美木杉のセクハラまがいの行動に赤面してしまうなど、意外にもウブ。また注射が苦手。ボーダー柄の下着（つまり縞パン）を着用する。瞳孔が特徴的な形に描かれており、八重歯である。
本能字学園編入前は東関東の学校におり、そこで片太刀バサミの手掛かりを追っていた（生徒会の犬牟田曰く「小競り合い」かつ「個人レベルでの争い」）。自宅地下で「鮮血」と出会ったことにより、生徒会と極制服を巡る波乱に巻き込まれる。片太刀バサミや父親の死の秘密に関する情報を鬼龍院皐月が持っていると知り、本能字学園のすべての部活や生徒会を倒し皐月を討つことを宣言する。
マコの存在にしばしば救われることがあり、マコが「リラックスの素」だと語る。父の仇である縫を前に激昂して「鮮血」を暴走させた際は、「喧嘩部」の際にマコを正気に戻した時とは逆に、マコの一言と張り手で我に返った。しかし、この一件で「鮮血」への罪悪感と自分に対する不信感にさいなまれることになり戦闘で本気が出せなくなり、満艦飾家に引きこもっていたところを縫の罠にかかって完膚なきまでに敗北、「鮮血」の中枢である目の部分以外のすべてを失うことになった。その後、襲学旅行の後を追い、戦場を駆け抜けて襲学旅団に利用されていた「鮮血」の欠片を回収して完全修復に成功する。さらに嘗ての敗因や暴走を経て精神的に成長し、「鮮血」との信頼を深めた。美木杉による説明で生命戦維の正体を知り、皐月との喧嘩が生命戦維をめぐる人類規模の話になったことに戸惑いと怒りを感じ、一旦は「鮮血」を同胞の生命戦維と戦わせるわけにはいかないと着用を拒んで黄長瀬らと対立している。
18話では羅暁の「精神仮縫い」に対して、前髪の赤い束と素手を使って生命戦維を脳から引きずり出すことに成功するが、これが羅暁に流子は生命戦維と融合しているのではというヒントを与えてしまう。羅暁の力によって圧倒されたうえに心臓をえぐり取られた流子は、心臓が生命戦維で構成されていること、前髪の赤い束も含めて身体全体が生命戦維と融合していることが判明した。羅暁は皐月の次の娘を、生まれてすぐに生命戦維との融合を目指す人体実験に供したが、失敗したため遺棄処分にしたことがあり、流子はこの時に死んだはずの羅暁の娘（つまり皐月の妹）である。
本能字学園壊滅後、「鮮血」に助けられてヌーディスト・ビーチの基地で眠りについていたが、基地に殺到したカバーズの発する音響により突如覚醒。しかし、自分が最初から人間でないこと、生命戦維でできた同じ生命戦維を殺すための兵器とは「鮮血」ではなく自分の方だという事を知ったショックからか自暴自棄状態になっており、再び「鮮血」の着用を拒み、いままで聞いていたマコの言葉すら聞かなくなる。
その後、羅暁らの挑発を受けて一人で本能字学園へ戦いを挑みにいくが敗北。「純潔」を着せられて「羅暁と過ごした幸せな子供時代」の偽記憶を植え付けられ洗脳されたのち、ヌーディストビーチの「裸の太陽丸」に襲い掛かる。「純潔」の着心地に陶酔し、「鮮血」を着た皐月との戦闘では圧倒したが、捨身で自身の精神世界に入ってきたマコと「鮮血」の説得により洗脳が解かれた。「純潔」を引きちぎって脱ぎ捨て、再び「鮮血」を纏った流子は縫を寄せ付けない力を見せる。そして縫や羅暁らの「世界を一枚の布で覆い尽くす」という人類すべてを生命戦維に還元するたくらみを否定し、「世界は（マコや「鮮血」のような）わけのわからないものがうろうろしているくらいがいい」と主張。片太刀バサミを取り返して、縫の両腕を切り落とした。
皐月が羅暁への叛意を明かしたことで、これまで刃を交えてきた彼女と共闘していくこととなる。しかし「裸の太陽丸」で縫を撃退した直後、計策があったとは言え非道な行いをしていた皐月を許さず、けじめと称し拳で打とうとした。だがそれを阻む四天王を見て、マコや「鮮血」のような「なんだか分からないもの」に守られている自分と同様、皐月も「なんだか分からないもの」に守られていることを知る。またこれまでの行いを反省して、自分に深々と頭を下げて謝罪する皐月の真心と潔さに心動かされ、和解する形となった。皐月と二人で原初生命戦維を止めに赴く直前には、皐月を「姉さん」と呼ぼうとするも、逆に気恥ずかしくなってしまい、言葉を詰まらせている。
原初生命戦維および羅暁との戦いでは、わざと羅暁の前に飛び込んで胴体を切断されつつ、羅暁の攻撃をはじくことによってわずかな生命戦維で体がつながる程度にダメージを抑え、皐月が囮になっている間に海中で胴体を修復して原初生命戦維を破壊するという、自分が生命戦維と融合した生命体であることを逆手に取った作戦を使った。最終話での戦いでも、羅暁の「絶対服従」で極制服の生命戦維が力を失う中、自分の体内の生命戦維は人間と融合しているので力を失わないという特性を利用して戦うなど、普通の人間とは違う自身の体を受け入れた戦法を見せている。
羅暁との戦いが終わり、無事仲間のもとに帰還した際には皐月に「姉さん」と呼びかけており、「戦いから帰ってきたらデートしよう」というマコに応え、マコと皐月との三人で一緒に街で遊ぶなど、普通の生活を手に入れた。本能字学園閉校後はマコとともに神奈川県の輪廻堂高校へ転校している。
鮮血（せんけつ）
声 - 関俊彦
纏邸の地下にいた謎の黒いセーラー服。前面には右目隻眼の大きな顔がある。次回予告のナレーション担当。流子の血を吸って起動し、彼女の血を求めて無理やり自分を着用させ、力を与えた。服でありながら人を腕で押さえ付けたり、口にあたる部分で噛み付くことも可能。流子の父親・纏一身に作られた「神衣（かむい）」と呼ばれる存在であるが、自分の本名をはじめ詳細な記憶は欠落しており、「鮮血」の名は流子の血を吸ったことから彼女によって名付けられた。人間の言葉を喋るが、彼の声は基本的には流子にしか聞こえず、他人からは単なる（動き回る）セーラー服のようにしか見えない。そのため、流子は周りからセーラー服に話しかけている変な子と気味悪がられている。一方で周囲の音や言葉は聞き取れており、皐月に着られた時は皐月の命令を聞き取って形態変化を行った。また、記憶能力や思考能力もある程度持ち合わせており、比較的簡易ながらも推論や戦略を立てたり、閃刃疾風に変形したりしている。服だが痛覚があり、乱暴な洗濯や抱きつきに苦痛を感じる。アイロンを当てられて皺を伸ばされることに快感を覚えている。また脈拍や血圧や血液を通して流子の体調管理やメンタル管理も詳細に教えてくれるが、体脂肪率や体重など余計なことまで教えるため流子に迷惑がられている。
平時は丈の短いセーラー服として流子が着ており、スカートはサスペンダーで吊っている。流子の血を吸っていない時は起動せず、喋ることもない。生命戦維という素材だけで作られており、倒した相手の極制服から生命戦維を吸収する能力を持つ。纏邸の地下の「鮮血」があった空間には第1話では他に作りかけの学生服がいくつかあったが、第8話では何にも残っておらず、「鮮血」はこれを美木杉の仕業だと推察している。第9話の「塔首頂上決戦」以降、四天王の極制服の特殊な戦闘形態を前に、自らも次々と新たな形態を繰り出すようになるが、針目に対して強烈な怒りを示した流子が能力を無理やり引き出そうとした結果、暴走形態と化した。
第13話で暴走の一件で意気消沈していた流子を優しくなだめ、「私は流子に着られたい」と語ったが、その矢先に縫によって戦維喪失させられ、木っ端微塵にされてしまった。その後、皐月の手によってタイスカーフのみが流子の手元に残り、他の残骸は神衣の戦闘データを収集するために襲学旅行に持っていかれることとなったが、タイスカーフ部分に意識が残っていたため流子と完全に引き離されずに済んだ。他のすべての部分は流子の尽力で回収され、再び完全な姿を取り戻した。
16話では、「鮮血」は流子が着るために作られた、生命戦維および鬼龍院家と戦うための兵器であるということが明らかになった。流子が選ばれたのは、生命戦維に対する耐性が高いという体質、および神衣を与えて流子を守りたいという纏博士の意志による。完成して間も無く眠りに就かされ、起こされたのは纏博士が流子を呼び出し針目に襲われた直前だった（つまり、記憶喪失ではなく、元から記憶が無かった）。「鮮血」は、黄長瀬の姉をも犠牲にした「人間の意思に従う生命戦維」研究の賜物であり、生命戦維に流子の中枢神経のDNAを組み込んで作成されており、着ることができるのも意思を疎通させられるのも流子のみである。美木杉から生命戦維の真実を知らされ「鮮血」を脱いだ流子をなだめようとして「（私を着ないと）お前が風邪をひくぞ」と、マコと似たようなボケた発言も目立つようになる。
第20話では自暴自棄になった流子が、「鮮血」を見ていると自分も生命戦維でできたバケモノだということを思い出させられるとして着用を拒否。流子にそれでもついて行きたいという「鮮血」の意思をマコが汲み、ヌーディスト・ビーチの本能町襲撃のきっかけを作る。「純潔」を着た流子の襲撃の際、流子を救うために皐月と手を組み、皐月に着用されることになる。第21話では洗脳された流子が「鮮血」を下品な服だと罵倒するが、皐月は「鮮血」の露出度の多さは生命戦維の皮膚を通じた影響を最低限にするための必然性だったと弁護する。
実は、「鮮血」も流子と同じく進化する力を与えられている。戦維喪失時に生命戦維を吸収するのは相手の能力を無限に吸収するという能力を成長させるためであり、最終的に皐月にも「鮮血」の言葉が届くようになる。
その能力により羅暁の「神羅纐纈」をも吸収し勝利するが、その力が強すぎるため崩壊を始め、流子を助けるため大気圏に突入し、「セーラー服とは卒業するものだ」と流子に語りかけ燃え尽きる。
赤手甲（せきてっこう）
「鮮血」に効率よく血を与えることができるグローブ。第2話で美木杉が流子に与えた。左手に装着し、栓を抜き取ることで「鮮血」を戦闘形態に変化させる。15話によると「鮮血」の一部であり、これが無いと完全体には変身出来ない。
神衣・鮮血（不完全）
流子の血を吸って起動した「鮮血」の戦闘形態。戦闘形態時は布地の面積が減って露出度が上がるため、流子は非常に羞恥心を感じて赤面している。また、戦闘形態時の流子の髪の赤色の部分が増える。使いこなせていない時の起動中は流子の血を必要以上に吸い続けているため、長時間その状態でいると彼女は貧血を起こして気絶してしまい、戦闘可能時間が残り5分を切ると親切に教えてくれる。襟とスカート裏には蒸気を発散させる機構が備わっており、これを応用して煙幕を張り退却することもできる。
着こなせていないという意味合いもあり、変身バンクが存在しない（第2話で一瞬だけ登場するが、函館曰く「痛そうなうえに、恥ずかしそう」）。
「人衣一体」神衣・鮮血 （「じんいいったい」かむい せんけつ）
流子が羞恥心を克服し「鮮血」の存在を受容したことで本来の姿になった「鮮血」。いわば、「鮮血」が流子の「肌」となっている状態。戦闘形態への変形時には腕部から一本の針が血を抜き取る演出がある。頭部の角飾りと胸部のアーマーが巨大化し、スカートに牙の様な飾りがついている。少ない血液で神衣「純潔」と互角に渡り合えるほどのパワーを引き出すことができ、片太刀バサミの「武滾流猛怒」が発動可能になる。スカートの牙のような棘は、スカートから生命戦維のロープを伸ばして地面に突き刺すことでアンカーにすることができる。「裸の太陽丸」の縫戦において手の甲から爪を出せるようになった。
恥を感じない人間であれば流子以外の人間が着用して血を吸わせてもこの状態になるが、胸部の目とスカートが逆の方向に向いており、「鮮血」からの抵抗も受けるため動けなくなる。
第16話での犬牟田の分析によれば、人衣一体の際には強大な生体エネルギーが「鮮血」の中を流れており、もし一か所でも欠けていれば生体エネルギーが流れることができないため人衣一体になることはできない。
第18話では復讐心を乗り越えたことで鮮血との同調率が極限まで高まり、針目縫を圧倒するほどの力を得ている。赤いラインが輝くようになり、光の様な残像を残しながら動けるようになった。
第21話では皐月が、人衣一体を実現し、さらに「鮮血」との対話ができない状態にもかかわらず、「鮮血」に命じることで下記の様々な形態も自在に引き出すことに成功した。
鮮血閃刃（せんけつせんじん）
蟇郡との戦いにおいて死縛の装に対抗するために「鮮血」の機転で発現した形態。三つ星極制服の変形を元にしており「戦局による形状変化の獲得」と語られている。全身から鋭利な牙や爪が生え、密着することもそのまま攻撃に繋がる形態。片太刀バサミを失っても牙や爪で攻撃できる反面、縛斬のように神衣をも切れる武器だと相性が悪い。刃に「鮮血」が吸った血液を溜めてわざと相手に断ち斬らせることでその血を目潰しに使うことが出来る。
鮮血疾風（せんけつしっぷう）
乃音との戦いでさらに進化した、皐月曰く「飛行形態」。「鮮血」のスカート部分がロングに肥大化し、下半身からブーストを噴射して飛行する。頭部のアホ毛が角の様になっている。あくまで飛行するための形態であり、他の形態と違って戦闘力は殆ど無い。
疾風閃刃（しっぷうせんじん）
洗脳された流子を止めるべく「鮮血」が皐月に着られた際に、皐月の命令を受けて変形した形態。その名の通り閃刃と疾風を同時に出現させ、疾風の高速移動を利用して閃刃による攻撃力を増加させる効果もある。皐月の『閃刃疾風』という命令を受けた際に「鮮血」は「おもしろい」と呟いている。第23話では流子によっても使われており、最終話では、人衣一体をしていない鮮血が単独で羅暁相手に使い、羅暁から鳳凰丸を分離させることに成功している。
鮮血無拍子（せんけつむびょうし）
乃音との戦いで流子が使った技。腕を音叉のようなU字型に組み、相手の音響攻撃の楽音を共振させ、相手の音の振動数を自分の固有の振動数に変換し純音を作り出したうえで、相手に放ち返すというもの。
なお、この技を受けた乃音も25話において「乃音無拍子」という同じ技を使い自身の偽物を倒している。
鮮血暴走
流子が縫に対し血液が沸騰するほどの怒りを抱いた結果、「鮮血」が自身の意志とは無関係に理性を失い暴走して流子を飲みこんだ形態。布地の目が歪に捻じ曲がって乱れ、「鮮血」が流子と最初に会った時のような化け物のような形相になった後に流子を飲み込んだ。流子は死人のような緑色の肌で骨格が歪にねじ曲がり、右腕の片太刀バサミと、巨大な左腕を振り回して、ひたすら暴れるだけの怪物と化している。理性を完全に失った状態ながらジャミング弾を弾いてしまうなど、黄長瀬を全く寄せ付けず、遠くにいる狙撃体勢の美木杉に感付くほど感覚は野性的に鋭敏になっている模様。危機を感じて「純潔」の封印を解いた皐月とも互角に戦う。触った者が火傷するほどの熱を帯び、全身から常に出血し続けており、早急に解除しなければ数分で死に至る危険な状態であったが、マコの体を張った必死の説得で流子が正気を取り戻すと、布地が地直しされて元の姿に戻った。
着用者である流子が「鮮血」の力を無理矢理引きずり出そうとした結果であり、流子曰く、この時の「鮮血」は泣いていた、という。
鮮血更衣（せんけつ きさらぎ）
宇宙へ向かった羅暁を倒すべく、「鮮血」が「純潔」を含めた全ての超極制服の生命戦維を吸収して発現した最終形態。「鮮血」の右目が開き、全体的にオレンジがかった色に変化する。
鬼龍院 皐月（きりゅういん さつき）
声 - 柚木涼香
本能字学園生徒会長。長い黒髪と太眉毛が特徴の、一見すると男と見間違うような精悍で凛々しい顔立ちの少女。王者らしく威風堂々かつ苛烈極まる性格で、一度決めたことは必ず曲げない意志の強さを持つ。白い鞘に入った日本刀・秘剣「縛斬」を所持しており、その剣の腕は相当なもので、「圧」と「気合い」だけで周囲の人間らを吹き飛ばす程。3年前の中学3年生の時点からこの実力を発揮していた。洞察力や推察力も優れており、洗脳された流子と共に「裸の太陽号」に襲撃して来た縫が片太刀バサミの片方を持っていることを見て流子を羅暁サイドから奪い返せる可能性を考え、そのための四天王への伝言をマコに平仮名で彼女の手腕に書き残している。
「人類は服を着た豚だ」と豪語しており、忠実な部下の四天王と共に学園を支配している。母親の羅暁は学園の理事長で絶大な力を持つため、教師陣も逆らえない。しかし本人は親の権力に縋ろうとは思っておらず、自身の利用できる力は全て利用したうえで、人の力に頼らず自分の手で未来を選び取ることを信条としている。
登場時に後光が差すほどの絶大なカリスマ性を持つ。生徒会に極制服を与えており、役員からの忠誠は絶対的なものである。「縛斬」で事足りていると思っており、自身は極制服を着なかったが、流子と「鮮血」の出現という事態を前に、封印していた神衣「純潔」を纏う。「純潔」の力を借りて流子を圧倒した後、彼女に「全ての部長を倒して私に勝ったら全てを話す」と約束し、全クラブに流子を襲わせて弱いクラブの淘汰を図る一方で流子の強化をも企てる。流子が持つ片太刀バサミだけではなく纏家についての何らかの秘密を知っている口ぶりをして流子の敵愾心を煽っており、壊惨総戦挙が終わった後には流子に対して、神衣や極制服や生命戦維についてのすべてを知っていると語り、さらに縫に「纏一身の研究成果の奪取」を命じて結果的に一身を殺したのも自分だと語った（実は針目を纏邸に向かわせたのは羅暁であり、皐月は関わっていない）。
襲学旅行では苦戦する猿投山の救援のため大阪に向かい、銭闘市民の心を斬って彼らを退散させた。その際、宝田金男に対して「人を制するのは金ではない。恐怖だ」と言い放っている。
本能字学園による全国学園支配および全国の十代への生命戦維入りの制服の強制的な配布を目的としており、そのためにはあらゆる犠牲を厭わない。しかし皐月の真の目的は生命戦維の打倒であり、本能字学園はそのために作り上げたもの、そして襲学旅行などの暴虐も羅暁に対抗できる者を篩い分けるための行いだった。大文化体育祭に流子が現れた際に羅暁を背後から刺し、カバーズへの反旗を翻す。しかし生命戦維の力で復活した羅暁の前に敗れ、「純潔」を奪われ、本能字学園壊滅後は羅暁により学園内の檻の中で拘束された状態になっていたが、密かに脱出の機会をうかがっており、足の親指に隠したつけ爪を使って拘束を解き脱出してカバーズと戦う。ヌーディスト・ビーチに救われた後、猿投山と蛇崩から二つになった縛斬を返却され、流子を救うという利害が一致した「鮮血」を纏い、羅暁に操られた流子に立ち向かうも完全に一体になっていなかったため苦戦を強いられる。しかし、最終的に自らを囮にすることで流子奪還を果たした。
流子奪還後、学園も流子も自分の駒として使おうとしてきた自分のやり方も、結局は世界の多様さを理解しない羅暁と同じやり方だったと反省し、流子に頭を下げた。真心をもって謝罪するその潔い姿は、彼女を拳打しようとしていた流子の心を動かし、和解へと至る。その後は穏やかな面も見せるようになり、流子のことを名前だけで呼ぶようになったり、四天王の口論に対し流子と似た口振りでそれを宥める、美木杉をさん付けで呼ぶなど今まで見せなかった面も見せるようになった。
実は皐月は羅暁が生命戦維と人間を融合させる実験台にするために産んだ子で、1歳の時に行われた実験がうまくいかなかったことから羅暁は次の娘（流子）を生後すぐに実験台にしており、この際に羅暁に敵意を持った父は皐月が5歳の頃に生命戦維や羅暁らの真意を明かしていた。揃の紅茶はこの後から飲み始めており、当初は苦く感じていたが我慢して飲んでいた。彼女はこのことを思い返して「（当時は）いい子だったんだな」と語っている。小説版によると、幼稚園時代の皐月は蛇崩いわく、聞き分けのいいふわふわとした「つまらないほどいい子」だったらしいが、5歳のある日を境に全く笑わなくなったという。
羅暁との戦いでは流子と息の合ったコンビネーションを見せるなど共闘に奮じるも、衛星軌道上の羅暁との決戦に向かう流子に他の本能字学園の生徒同様、全てを託して純潔自体を鮮血に融合させる形で生命戦維を与えた。戦いに決着を付け、地上へ落ちてくる流子を真っ先に受け止める。
後日談では、流子とマコの前に長い黒髪を切り落とした姿で現れ、流子同様に普通の生活を手に入れた様子が描かれている。
25話はその間を埋めるエピソードであり、皐月が髪を切り落とす顛末がある。
縛斬（ばくざん）
皐月の愛刀。生命戦維を切ることのできる力を持つ。羅暁に折られた後はヌーディスト・ビーチによって鍛えなおされ、先端部分は小刀「縛斬・餓虎」（ばくざん・がこ）となり蛇崩が使用し、根元部分は「縛斬・蛟竜」（ばくざん・こうりゅう）となり蟇郡から猿投山の手に渡ったが、皐月が救われた後は2人から返却され、皐月は二刀流で戦うことになる。縛斬が二つになったことで偶然にも、「断ち斬りバサミ」同様、生命戦維を二方向から同時に切ることにより復活を完全阻止できるという能力を持つようになったが、最終的に羅暁に折られている。材質も「断ち斬りバサミ」同様、超硬化させた生命戦維からできていたことが羅暁の台詞により暗示されている。
なお、皐月は自身の足の親指に縛斬と同材質で作ったつけ爪を隠し持っており、これのみでカバーズと互角以上に戦っている。
純潔（じゅんけつ）
流子の父親が開発していたもう1つの神衣。「鮮血」とは対照的な白いセーラー服。鮮血と異なり喋る様子は見られない。皐月が5歳の頃に、「これがお前の花嫁衣裳だ」と皐月の父から聞かされていたが、この服を危険視する羅暁により、鬼龍院邸の秘密研究室にて厳重に封印されていた。流子が所有する「鮮血」が同じ神衣と知った皐月は、自分より先へ行く者があってはならないと危機感を覚え、「純潔」の封印を解く。しかし身体へのリスクは高い模様で、皐月が着用する際に、黒井戸から「命の保証は無い」と止められており、皐月は必死に抵抗し着用者を飲み込もうとする「純潔」をねじ伏せるようにして着用に成功し、その後も人衣圧倒状態となるたびに身体に疲労が溜まってきている。皐月が「純潔」を脱ぐ際には「純潔」は額縁の中に釘で止められているが、なお激しく身を震わせて脱出しようとしている。襲学旅行の最後で、流子から「皐月は「純潔」を着こなしているかもしれないが孤独だ。「鮮血」と私は二人で一人だ」と言われた皐月は、神衣や生命戦維との共存は幻想にすぎないと返している。
第18話にて羅暁こそが本当の「純潔」の持ち主であることが明かされ羅暁に奪われる。その後は洗脳された流子が羅暁によって「純潔」に着られ、流子の体内の生命戦維と「純潔」の生命戦維とが完全に縫い合わされて癒着した状態になるが、マコや「鮮血」が流子を正気に戻し、流子は「純潔」を肌から引き裂いて脱衣する。
第22話にて、皐月と流子の遺伝子、更に「鮮血」の生命戦維を組み込まれて再縫製され、最終話で他の超極制服と共に「鮮血」と融合した。
「人衣圧倒」神衣・純潔（「じんいあっとう」かむい じゅんけつ）
左腕の3つの留め具を押し込むことで起動する「純潔」の戦闘形態。腕部から3本の針が血を抜き取り、白い繊維が赤く染まる演出がある。「鮮血」が暴走した時のように「純潔」が青色の瞳を持つ緋色の炎のような化け物のような形相になって皐月を飲み込んで変身する。「鮮血」とは正反対のカラーリング（白と青のライン）であり、肩の部分に巨大なアーマーが付いているが、それ以外の露出度は「鮮血」を上回り、後ろ姿はほぼスリングショット。しかし「鮮血」を着用して羞恥心を見せる流子に対し、皐月はこの姿こそが「神衣」の完全な能力を引き出す姿と理解しており、一片の恥も怯みも感じていない。これを着用することにより、ただでさえ強大な皐月の能力は更に増幅し、軽く「縛斬」を振るだけで流子を圧倒する実力を見せる。
三都制圧襲学旅行では皐月自身も形態変化を会得しており、目の部分がアンカーやドリル状の刃にもなる。皐月によると神衣の硬度は純潔の方が上で、実際に鮮血閃刃の刃を砕いている。
羅暁が変身した時には大部分は皐月と同じ姿。青いラインが輝き、白い無地のダイバースーツの様なもので肌の露出は極限まで抑えられ、腰部分にマント状の装飾が追加された。
流子が変身したときは見た目がさらに変わり、肌を覆う面積が大幅に増し、足に袴のような裾がつくなどの差異がある。
純潔旋風（じゅんけつせんぷう）
第22話にて再縫製されてから得た「鮮血疾風」の純潔版。鮮血と同じように裾（流子が纏った時の袴のような裾に似ている）が肥大化して下半身からブーストを噴射して飛行する。
旋風斬奸（せんぷうざんかん）
第23話で発現した形態で、「閃刃疾風」の純潔版。旋風の各部分から刃を形成する。
純潔神髄（じゅんけつしんずい）
ゲーム版『キルラキル ザ・ゲーム -異布-』にのみ登場した最終形態。「鮮血」の最終形態である「鮮血更衣」のようの姿だが目が赤色し、体全的に青色。
満艦飾 マコ（まんかんしょく マコ）
声 - 洲崎綾
流子に最初に出会った本能字学園の生徒。2年甲組。テニス部所属。一時期だけ流子が設立した喧嘩部の部長を務めていた。弟の又郎には手を焼いており、事ある度にプロレス技で制裁を加える。母親譲りの極度のマイペースの上に「超」のつく天然思考の持ち主。度々オリジナルの曲を披露するが音痴なうえに歌詞が酷い。時と場所構わずしょっちゅう居眠りをするばかりか、慣用句をよく言い間違え、漢字もまともに読み書きできないという、自他ともに認める「劣等生」であるが、これも持ち前のポジティブさゆえに特に悩んではいない模様。満艦飾家全員に言えることだが食欲が旺盛であり、早弁しつつ昼にも食べ、且つ消化も早い。
流子をおびき寄せる餌として粛清されようとしていたところを、「鮮血」を手に入れた流子に救われた。その後も生徒会に目をつけられ度々災難に遭うが、持ち前のマイペースさにより全くへこたれない。流子が来るまでは友達がいなかった（本人曰く「頭の中にしか友達がいなかった」）らしく、初めての友達であり無二の親友の流子を大切に思っている。
テニス部の制裁を受けても瞬時に回復したり、蟇郡や黄長瀬に気づかれずに接近する等、行動は理屈抜きのギャグそのものだが、口だけは非常に達者（『弁が立つ』ではなく『口が立つ』）で、大げさなボディランゲージも用いた正論も詭弁も交えた口八丁で相手を煙に巻き、流子のピンチを何度も救っている。
第7話で流子が喧嘩部を立ち上げた時は、膨大な事務業務を嫌った流子に部長を押し付けられ、嫌々ながらも一生懸命に仕事をこなしていた。部の活躍と地位昇格で次第に暮らしが良くなり、遂には二つ星相当の贅沢な暮らしを手にした時には傲慢な性格に変わり、流子の身を顧みず厳しいスケジュールを組ませる。流子が退部を決めた際、スラムに戻ることを拒んで家族総出で流子を追い詰めようとし、皐月から投げ与えられた「喧嘩部特化型二つ星極制服」を纏って流子に挑んだ。しかし本心では欲に飲み込まれた自分と一家をひどく悔やみ、最終的には贅沢だが欲に塗れ家族バラバラな暮らしよりも、家族が一緒の貧乏暮しの方がいいと思い直し、部を解散して無星のスラム生活に戻った。
壊惨総戦挙の最後に流子が暴走した「鮮血」に飲み込まれ、失血死の恐れがあると聞かされた際は、闇医者の娘として手当をしなければと流子のもとに向かう。皐月との拮抗で発生した巨大な衝撃波を泳ぎ切り、自分が火傷することも構わずに（本人は火傷に全く気付いていなかった）流子を説得し叩き続けて正気に戻すことに成功した。
元新聞部長の凪田（縫の変装）の新聞配りをさせられたことの懲罰として兵站部員として襲学旅行に同行することになり、訳も分からないまま大阪に移送され、バケツリレー要員として働かされていた。たこ焼きの屋台を見た上にサブマシンガンでばら撒かれた宝多券を大量に入手したことで職務放棄して食い倒れ観光に走り、「鮮血」で強化された襲学旅団員に捕まった所を流子に助けられた。その際、「鮮血」の話を聞いて流子が目先の欲のおかげで強くなっていることを指摘した。
流子に対する信頼感は大きく、大阪で流子に「安全な場所に逃げろ」と言われた時は「流子ちゃんの近くが一番安全」と言って戦闘に割り込んできた。ヌーディスト・ビーチの基地に流子らと向かう際には、戦いに巻き込まれる覚悟のない者は帰ったほうがいいという美木杉に対し、「裸になる覚悟はない、しかし流子とはずっと友達だからついてゆく」と言い、一行とともに道頓堀にダイブした。一行が大文化体育祭の阻止のために本能町に向かうときも、流子からは離れないし本能町は私の町だと言い、基地に残らず流子のバイクで大阪を後にした。マコの帰りを心配していた一家に会って大阪土産を一緒に食べるためにスタジアムに入って再会したが、蟇郡からスタジアムの観客の避難を任される。この時、一向に避難しない（ゾンビのような状態で描かれている）人達を大阪の土産物の匂いで釣って誘導していた。
直後に現れたカバーズによって住民らとともに上空に引き上げられ服に取り込まれ行方不明となるが、ヌーディスト・ビーチの一員となった蟇郡はマコの救出を満艦飾家に誓い、その直後の戦いで「急急救命吸引具」により服から吸い出され救われ、その後は流子について行きたいという「鮮血」の意思を読み取って本能字学園に向かうことを提案し、家族と共に衛生兵として「裸の太陽丸」での戦いに参加する。
この戦いでも、洗脳された流子の体から「純潔」を引きはがすために流子の体内に「鮮血」とともに飛び込み、精神世界内で捨て身で流子の前に立ちはだかって説得し、結果的に流子を救うことに成功したり、「裸の太陽丸」を襲うカバーズに対して、極制服を着た時の戦闘力上昇率が誰よりも高い（知力のみ上昇していない）という理由から真っ先に「喧嘩部特化型二つ星極制服」を与えられ、カバーズと戦ったり「裸の太陽丸」の人力タービンを全力で回したりするなどの活躍を見せる。本能字学園閉校後は流子とともに神奈川県の輪廻堂高校へ転校している。
脚本の中島かずきは、マコの詭弁が局面を打開したりストーリーをジャンプさせたりする重要な役割を果たしていると語る。この詭弁に説得力を持たせるような脚本を書く必要から、結局全話の脚本に自分が関わる羽目になったという。
喧嘩部特化型二つ星極制服
下駄をはき学生帽と学ランをまとい口に葉っぱをくわえた番長姿となる。武装は工具、釘バット、鎖、ミサイルなど様々で、流子と互角以上に渡り合った。しかし流子との戦いでも本気ではなく、本気を出せば地面にとてつもない大穴を開けるほどのパンチを放てる。結局、マコの願いによって流子が脱ぎ捨てられたこの制服を破壊した。
最終決戦の際に伊織により再度制作されており、裸の太陽丸防衛のために再びマコが纏う。最終話で「鮮血」に吸収され融合した。

### 本能字学園

#### 生徒会四天王
皐月に絶対的忠誠を誓い、特に強力な力を持つ4人の生徒会役員。全員が三つ星の極制服を与えられている。壊惨総戦挙の際にことごとく敗れて極制服を失い、無星に降格となったが、それでもなお皐月からの信頼は篤い。三都制圧襲学旅行にて新型の三つ星極制服（デザインは以前と同じだが、肩当やバックルなど細部が金色になっている）が支給され、四人の同時変身による四将綺羅飾（よんしょう きらかざり）を披露した。回想によると蛇崩、蟇郡、犬牟田、猿投山の順で所属した模様。
本能字学園壊滅後は全員ヌーディスト・ビーチに身を寄せカバーズから人々を救うべく奔走しているが、1か月たった時点で猿投山を除く全員の三つ星極制服が大破しており、猿投山の極制服も北関東番長連合の面々を逃がす際に大破している。
最終決戦の際は伊織が用意した最後の極制服（これまでと異なり黒を基調としており変形時も着用者の肌を露出したデザインに変更されている）極戦装束（きわめのいくさしょうぞく）を纏い戦う。
一迅社の「Febri」での特集記事によると、四天王の名字は中島かずきの「三すくみ的な名前にしたい」という考えから、敵対し合う動物の名前と、その名前を含む実在の地名からネーミングしたという。
蟇郡 苛（がまごおり いら）
声 - 稲田徹
風紀部委員長。学園内の風紀を取り締まる、厳格かつ高圧的な性格の大男。両耳にピアスをしている。後述の理由から意図的に就学浪人しているため、年齢は（8話の時点で今年で）20歳。両腕の籠手に仕込まれた2本の棘まみれの鞭を操る。一つ星極制服を盗んだ鈴木を容赦なく制裁したり、皐月の送迎のために車の運転免許を取得するなど、皐月への忠誠心は絶対的なものである。根は真面目な人物で、風紀員としての矜持も本物であり、「鮮血」を早朝に洗濯されてしまったためパジャマ姿で登校していた流子を叱ったり、危険思想を持ち卑劣な作戦を行った大暮麻衣子を「放校」処分したり、カバーズに占領された本能字学園の映像に全裸で拘束された皐月が映った際に慌てて「見るな！」と注意し胸を隠したりしている。一方で、困っている生徒がいれば、たとえ流子でも手を差し伸べるなど校務を忠実に守っている。就寝時は全裸がモットー。鞭打たれて力を蓄えるという極制服の発動条件やその際の発言が相まって、満艦飾マコからは「老け顔の変態」と称されている一方、彼自身にはマコを認めた言動が多い。
5年前は私立輪廻堂中学で生徒会長を務めていたが、校内の不良の北条たちが親の権力を振りかざして悪行を働くのを止められないでいたところ、1年生の皐月が現れて不良たちの親から権力を奪い、逆上して襲いかかってきた不良たちを一蹴する。彼女の、「全ての力を飲み込んで我が力とする」という信念と覚悟を見るが、力で学校を支配するやり方に反対し、自分の卒業式の日に制服の下に鉄の鎧（プレートアーマー）を纏い、勝てないと自覚していても「力では決して屈しない存在がある」という自分の覚悟を見せるため、皐月に戦いを挑む。戦いには負けたが、最後まで跪かない覚悟を皐月に見せた。その覚悟を皐月に買われ、自分の盾となる存在として勧誘される。その一件から皐月に忠誠を誓い、皐月が卒業するまでの2年間を待ち続けて彼女と共に本能字学園に入学した。
壊惨総戦挙の時には他の四天王同様、学園には出ずに休暇を取り、免許を取ったばかりの自動車の練習にいそしんでいた。屋敷跡から戻る途中でバイクが燃料切れを起こした流子とマコを車に乗せてガソリンスタンドまで送ろうとしたが、途中で自分を狙う轟率いるサバイバル自動車部に襲われ、運転ミスで壁に衝突。自分のミスを自分だけで償うため、一人でサバイバル自動車部を相手にし、「死縛の装」で全滅させた。
決戦闘兵当日に、闘兵場で戦う塔首頂上決戦の最初の相手として流子の前に立ち塞がる。終始圧倒するが、拘束した流子を服の内部に引き込んでしまったことから「縛の装」を内側から切り裂かれ、防御と「死縛の装」を封じられ敗北した。自決を試みるが、皐月に止められ諭されたことで涙ながらに諦めた。その後、負けて無星になったため上半身裸で無星の観客席に移動し四天王の試合を観戦した。
三都制圧襲学旅行では黄色のジャージ型極制服を着て、強化風紀部員を率いて神戸を襲学した。大阪では流子の言葉を受けて皐月に兵を引くことを懇願した。
ヌーディスト・ビーチ合流後は猿投山と共に人々の救助に奔走していた。また、ヌーディスト・ビーチに現れたカバーズに対抗し、取り込まれた人を救う武器「急急救命吸引具」を伊織と犬牟田に託されて戦う。
最終決戦においてマコを縫の攻撃から守り倒れるが、予めチタン鉱製の腹巻を仕込んでいたため失血による気絶だけで済んでおり、その後生命戦維超高速邪魔浴で覆われた衛星に信号を発振する装置にダメージを与え破壊することに成功している。
物心付いた時には母子家庭であり、鉄工所を営む伯父夫婦に支援された。父親由来のその容姿ゆえにいじめに遭っていたが、伯父の示唆でいじめを克服したという。三ツ星生徒として得た財は母親に仕送りしている。
決戦後は親戚の鉄工所に就職が決まっている。
三つ星極制服 縛の装（しばりのそう）
蟇郡の極制服の戦闘形態。全身を灰褐色の包帯のような布で拘束し、口にはオレンジ色のボールギャグを咥えた姿。防御力に優れ、敵の攻撃を物ともしない堅さを誇る。そしてダメージが頂点に達すると後述の「死縛の装」に二段階変身する。ただし、一定の力を解放した後、また「縛の装」に戻る特徴をもつ、敵が攻撃しなくても、自分で自分を攻撃する「自縄自爆（じじょうじばく）」で変身することができる。なお拘束している布には生命戦維が含まれていないため、戦維喪失するには中身を攻撃しなければならない。「鮮血閃刃」等、布の内部からの攻撃によって装甲である包帯を失うと、「死縛の装」への二段変態はおろか防御すらままならなくなる弱点がある。
本人いわく、「人の振り見て我が振り直せ」のように自らを厳しく戒め、本能字学園の生徒達の模範たらんとし、生徒の自主性を尊重する念いの結実の姿であるとのこと。
三つ星極制服 死縛の装（しばきのそう）
「縛の装」が敵の攻撃を受け続けて力が頂点に達した時に変身した姿（厳密には「縛の装」の布の拘束から解放された姿）。攻撃が強ければ強いほど短時間でこの姿になることが可能で鎧を纏いボールギャグを咥えている。力を解き放つと全身を覆っていた布が無数の鞭に変化して相手を攻撃する。またボールギャグを噛み砕き拘束を解放することで、敵を挟んで型に嵌め押し潰す鉄板や、刺の付いた鉄輪による拘束と言った攻撃も行う。
塔首頂上決戦での言によれば、自らの思いを理解せず逸脱する生徒に対して涙をぬぐって制裁を振るう懲罰の姿とのこと。腕が変形して現れる鉄板は理想の生徒の姿をした金型になっており、これで相手を望まれる生徒の型にはめて外見を矯正する。
三つ星極制服 縛の装・改（しばりのそう・あらため）
三都制圧襲学旅行の際に新たに身に着けた極制服。全身は白色の装甲に覆われている。四肢は拘束されていないので、この状態のままでも戦闘は可能だが死縛の装（もしくは改）への移行が可能なのかは不明だが、手から死縛の装の鞭を出している。マスク部分は開閉可能でボールギャグは咥えていない。
三つ星極制服 縛の装・我心開放（しばりのそう・がしんかいほう）
最終決戦時に使用した縛の装の最終形態。布部分が金属質になっている。右腕に炎を纏った打撃で攻撃する。また、布は縛斬と同等の強度を持っており文字通り『生きた盾』として機能する。
更に戒めを解き、驕りを投げうつ「縛解傲擲」（ばくかいごうてき）という技を持つ。
猿投山 渦（さなげやま うず）
声 - 檜山修之
運動部統括委員長。四天王の中では一番の新参者。背中に竹刀を仕込んでおり、使わせれば学園一。自分の実力を出すに相応しい相手を求める戦闘狂で、中学時代は北関東番長連合総代として君臨していたが、3年前の中学3年生の時に連合のメンバー共々皐月に瞬殺された過去がある。その上で皐月から暴れる場所を用意してやると本能字学園の一員として勧誘された。現在の実力は本人曰く3年前の皐月になら勝てる、とのこと。小説版によると三ツ星として得た財は北関東番長連合の1000人のメンバーに仕送りしており、本能字学園に何かがあれば馳せ参じるように依頼している。第6話30秒予告によると（本編では触れられないがと言われた上で）実家はコンニャク製造業を営んでいる。
ミスを冒した袋田を竹刀が粉々になるまで叩くほど攻撃的な性格であるが、汚名を返上したい彼の姿勢を受け入れる器の大きさも見せる。皐月が袋田の返り血を浴びた時には真っ先に激怒しており、皐月に対する忠誠心は厚い。流子と運動部の戦いの時は審判の立ち位置にいるが、流子に不利な判定ばかり下す味方贔屓の自分勝手さがある。
四天王自身の出陣は禁じられていたが、自身の実力を確かめようと皐月の許可を得て流子に挑戦。「剣の装」と自身の持つ驚異的な視力「天眼通」を駆使して圧倒するが、それに依存しすぎたために惨敗を喫した。己の慢心を恥じ、伊織に要請して自らの眼を縫って視力を失い、その代価に聴覚や嗅覚などの他の感覚が究極に研ぎ澄まされた「心眼通」に目覚める。再戦時にはその能力で流子を追い込むものの、極制服の方が耐えられずオーバーヒートして「剣の装・改」を解除してしまい、流子を取り逃してしまう。しかし、その覚悟や能力は皐月に認められ、汚名返上を果たした。以降は縫い付けた両目をアイマスクで隠しており、性格も以前より落ち着いている。視覚以外の感覚が研ぎ澄まされた影響で猫舌にもなっており、20話では視覚が失われたためモニターなどの映像が確認できず皐月が全裸で拘束されている映像を見ることができず何が起きたのか困惑する場面もあった。
また、空気が読めない面もあり、20話や22話などでは他の四天王の面々が言いたいのを我慢していたのに猿投山が言ってしまい、蛇崩たちから白い目で見られたことがあった。
塔首頂上決戦では、最も多く敵を倒したため最後の相手として流子と戦うことになる。蛇崩を倒した流子と「剣の装・改」に変身し戦おうとしたところを針目に乱入される。邪魔されたことに激怒して襲うが、一瞬で極制服の「絆糸」を切られて「戦維喪失」させられる。そして、場外に落とされるが、柱に竹刀を刺してぶら下がり落下は免れた。その後、全裸で他の四天王がいる観客席に移動し、再び流子と戦うことを望んだ（皐月に従い闘兵場を去る際にはジャージ服を着ていた）。
三都制圧襲学旅行では緑色のジャージ型極制服を着て運動部を率いて大阪を襲学。市民をも戦闘員にする宝多の金満攻撃に苦戦する。しかし、皐月と、合流した他の四天王の援護と、剣の装・更改によって道頓堀ロボを撃破した。
本能字学園壊滅後、ヌーディスト・ビーチに所属し北関東番長連合の1000人のメンバーの救助に当たっていたが、その折、剣の装・更改が大破、結果的に一部のメンバーを見捨てることになるなど苦戦している。
剣の装・更改の大破後は当初、折れた縛斬を打ち直した刀「縛斬・蛟竜」を使用していたが、「縛斬・蛟竜」を皐月に返却した後はテーラーズ・グローブとテーラーズ・ダガーを使用し流子と戦っている。
最終決戦の2週間後けじめをつけるため皐月と最後の剣道勝負に挑むもその時彼女からかつての決意が消えていることに気づく。卒業後は実家を手伝いつつ剣道の道に進む。
三つ星極制服 剣の装（つるぎのそう）
猿投山の極制服の戦闘形態。剣道着を模した巨大なパワードスーツ。猿投山の「天眼通」に合わせて制作され、全身に目が配備されている。スピードに優れ、敵のあらゆる動作（視線や、筋肉の予備動作など）を「見切る」視力により、反撃の隙を与えずに一方的な剣道スタイルで強襲する戦法を得意とする。腕には竹刀をパイルバンカーの要領で打ち出す機能が備わっている。また、背中の竹刀入れから10本の竹刀を指に装着し、強力な突きを繰り出す。ただし、戦闘は「視力」に依存するため、視界を塞がれただけでたちまち無力になるという弱点があり、それを見抜かれて流子に破壊された。漫画版では塔首頂上決戦前の戦闘のくだりはカットされているため、塔首頂上決戦ではその極制服で戦っている。
三つ星極制服 剣の装・改（つるぎのそう・あらため）
一度敗北した猿投山が新たに得た極制服の戦闘形態。相手の動きを先読みして自分のペースで猛攻するのは前世代と同じだが、「天眼通」を犠牲にして新たに得た「心眼通」により以前の弱点が消え、視覚以外の感覚がより研ぎ澄まされることによって完全に死角が無くなった。カラーリングは明るい緑の割合が多くなっており、両肩と両腕の装甲が変化し、埋もれていた頭部が出てきている。背中に取り付けられていた竹刀入れもなくなり、一本の竹刀を武器に戦う。本気を出す際は両腕を組み合わせて巨大な竹刀を繰り出す。流子との戦闘後は裁縫部によってオーバーヒートしないように調整が行われた。
三つ星極制服 剣の装・更改（つるぎのそう・さらにあらため）
三都制圧襲学旅行の際に新たに身に着けた極制服。全身の装甲が白色となり、大きさも殆ど猿投山と同じ等身大の姿になっており、これまでの剣の装とは打って変わって鎧武者を思わせる標準的な体型になる。上記のパイルバンカーの機能は竹刀に移され、使用すると持ち手から薬莢が排出される。探の装・改と同じく残像を固定化する能力を使ってあたかも光速を越える速度で攻撃をしているかのように見せかける能力を持つ。
大文化体育祭の1ヵ月後に猿投山が北関東の人々をカバーズから逃がす際には既にあちこちほつれており、カバーズとの戦闘開始直後に耐久性に限界が来て分解してしまった。
三つ星極制服 剣の装・奥義開眼（つるぎのそう・おうぎかいがん）
最終決戦時に使用した最後の剣の装。
これまでと異なり鎧部分が右側と下半身に集中しているのが最大の特徴で手にしたエネルギー状の竹刀を使い戦う。
さらに最終決戦に際して瞼を縫っていた目も復活させている。
犬牟田 宝火（いぬむた ほうか）
声 - 吉野裕行
生徒会会計および情報戦略部委員長。眼鏡をかけたクールな少年。いわゆるギークで、分析によって最小限の労力で最大限の成果を出す。極制服は本人が喋る際に前後に口元を自動的に開け閉めすることができ、腰回りの装備から首裏、両手首にケーブルが伸びて繋がっており、両膝裏もケーブルで繋がっている。眼鏡は伊達ではなく度が入っている。第3話で五つ星極制服を試着した実験体が暴走した際、仮縫いの糸を解析して腹を突くことで仮縫いを一瞬でほどき、極制服を解体して実験体を鎮めてみせるほどの腕前を持つ。データ分析による情報収集に卓越しているが、「神衣」など本作に関わる謎は解明できていない。しかし、本人は自身に対する「未知」があることに、「だからこそ、この学園は面白い」と発言している。パソコンを非常に大事にしており、他人に触れられると激怒する。
小説版によれば父は警察のキャリア官僚で、仕事で家に帰らない父と完璧主義の母に反発するようにしてパソコンにのめりこみ、中学時代には役所のデータを改竄して遠い中学に進学して一人暮らしを始め、株取引で生活していたという。現時点では父は警察庁次長で、公安部を指揮して鬼龍院財閥を捜査しようとしているが、犬牟田は父による捜査を皐月による羅暁打倒まで待たせるため、醜聞を捏造して父を職位から外させている。
3年前は、天才的な技術を持つハッカーの中学生であり、「世界で一番セキュリティが厳しくて挑みがいがある」という理由で、REVOCSコーポレーションの情報システムをハッキングし、株価を大暴落させた。しかしREVOCS社の驚異的な捜査能力によってすぐに位置を特定され拘束されるが、捕縛部隊を率いていた皐月にハッキングの腕を見込まれ、ネットではなく世界のシステムを変えてみないかと誘われて本能字学園に入学した。当初は他の四天王に比べ皐月に対する忠誠心はあまりなく、三年前の猿投山率いる北関東連合の制圧時でも500対1の状況で唯一皐月が勝つと思っていなかった。
塔首頂上決戦の2回戦の相手として流子と戦う。「探の装」に変身し、流子のデータを収集しながら戦い光学迷彩で優位に立つ。戦いよりも、流子が100%生命戦維の服を着てなぜ動くことができるかを探るデータ収集の方に興味を持っていた。流子の闘兵場全体を攻撃するという規格外の「進化」の前に光学迷彩を無力化される。その後、流子への勝利は「不可能」と判断するとデータを失わないために棄権した。その後、敗者となったため極制服を脱ぎジャージ服姿になって蟇郡と同じく無星の観客席に移動しマコの隣で観戦した。
三都制圧襲学旅行では水色のジャージ型極制服を着て情報系部活動員による三都情報撹乱部隊を率いて大阪にいたが、状況不利になった蛇崩の助太刀として映画研究会のホログラム映像として京都襲学旅団を助けた。
本能字学園壊滅後はヌーディスト・ビーチに所属し、本部での分析とバックアップに徹し、伊織と共に「急急救命吸引具」を開発した他、学園のシステムをハッキングし、囚われていた皐月が密かに脱出を企てているのを一同に伝える。
最終決戦後はIT関連企業へ就職すべく大学へ進学する。
三つ星極制服 探の装（さぐるのそう）
犬牟田の極制服の戦闘形態で分析を得意とする。各パーツをフラットケーブルで繋いだスーツに透過型ディスプレイをアイシールドに仕込んだヘルメット（延髄部に電源マークが描かれ、耳あてには「SAGURU」と書かれている）を被り、背面や二の腕、太腿など手が届く範囲の至るところにタッチパネル式のキーボードがある。戦闘では全身のキーボードを叩きながら敵のデータを分析し、有利な戦略を割り出す方法を得意としているが、操作時はあたかも痒いところを掻いているかのような滑稽な姿になってしまう。その他、自分の身体を「光学迷彩」で透明にすることができる。なお、四天王の初期の極制服では唯一戦維喪失されてない。
三つ星極制服 探の装・改（さぐるのそう・あらため）
三都制圧襲学旅行の際に新たに身に着けた極制服。以前と違い、全身が青い発光パーツで覆われている。変身シーンや黄長瀬との戦いでは全身をブロック状に分解、再構築するなど、もはや生身があるのか疑わしい所がある。探の装の光学迷彩を併用することで残像を生み出すことができ、その残像を固定化することであたかも瞬間移動したかのように見せかける能力を持つ。
三つ星極制服 探の装・真理究明（さぐるのそう・しんりきゅうめい）
最終決戦時に使用した探の装の最終形態。腕からエネルギー状のネットやケーブルをワイヤーのように使い相手を拘束したりケーブルを相手に放つなど防御重視だった前2種の探の装と異なり攻撃面に特化した性能になっている。
蛇崩 乃音（じゃくずれ ののん）
声 - 新谷真弓
文化部統括委員長。頭蓋骨をあしらったシャコー帽を被り、鼓笛隊の服装をした小柄な体型の少女。かなりの毒舌家でとても腹黒い。手持ち無沙汰な時にはクッションに横たわり指揮棒を弄っていることが多い。メジャーバトン状の武器を持ち、ドラムメジャーとしてマーチングバンドを指揮して前線に立つこともある。本能字学園の男子生徒達にもアイドル的な人気を誇る。小説版によると、父親はREVOCS社の物流を担当する鬼龍院財閥のグループ企業の社長であり、本編でも大文化体育祭で羅暁から「父上はお元気か？」と声をかけられている。
皐月との間柄は幼稚園からの幼なじみであり、四天王の中で付き合いが断トツで古いため彼女の心情を一番理解していると自負しており、蟇郡、猿投山、犬牟田をそれぞれ「ガマくん」、「サルくん（若しくは山猿）」、「イヌくん（若しくはメガネ）」と呼ぶなど、他の四天王を見下す一面を持つ。また皐月や他の四天王は流子を「纏」または「纏流子」と呼ぶが、彼女のみ一貫して「転校生」と呼び、更にマコのことも「劣等生」と呼ぶなど、皐月以外の他人は基本的に名前で呼ばない。一方、皐月には普段は「皐月様」と四天王や他の生徒と同じ様に呼んでいるが、幼い頃に呼んでいた「皐月ちゃん」と呼ぶこともあり、皐月に対して突き放したような物言いをすることもあるなど、皐月に対しての忠誠心は他の四天王よりも低く、どちらかと言えば友情に近い感情で仕えている。皐月の一番の側近であること、四天王の誰よりも極制服を使いこなせることを誇っているが、皐月からはあくまで「四天王の一人」という扱いしかされていない。
鷹飛舎幼稚園に通っていた頃、多くの男子たちを虜にしていたが「幼なじみ」である皐月には対等に接していた。砂の城で遊んでいた際、皐月に砂の城とREVOCSコーポレーションのタワーを比較された乃音が「どんなビルでもいつかは壊れる」と言った返答として皐月が発した「何人にも永劫に壊されることのない城を自身の心に作る」という決意に感銘を受け、「自分だけは常に皐月と同じ目線でいる」という執着心を胸に秘めている。四天王で唯一、皐月から勧誘されたわけではないメンバー。なお、この幼稚園当時から中学生時代までの期間、常に猿のような謎の生き物を連れて歩いている。この猿は高校時代にはいなくなっているが、代わりに常にかぶっているシャコー帽に謎の頭蓋骨（この部分のみ極制服ではない）が乗っかるようになった。
黄長瀬が本能字学園に訪れた時は、流子と黄長瀬を戦わせ弱ったところを二人まとめて捕まえる漁夫の利を狙った。そのために、あえて文化部の刺客を送り出してより弱めようとした。黄長瀬が流子を追いつめたところを捕らえようとするが、後一歩のところで逃げられる。
塔首頂上決戦の3回戦の相手として流子と戦い、「グラーヴェ」と「プレスト」で圧倒的かつ多彩な飽和攻撃で彼女を追い詰める。しかし、「鮮血疾風」で流子に制空権を取られ「プレスト」を破壊されるが戦維喪失には至らず、会場の観客のアンコール要求の声援で「ダ・カーポ」に変身する。再び追い詰めるが、「鮮血無拍子」で音を純音にされ押し返されて敗北する。その後、ジャージ服姿に髑髏が描かれたニット帽を被りブルマーを穿いて蟇郡と犬牟田と同じく無星の観客席に移動し犬牟田の隣に座る。
三都制圧襲学旅行では桃色のジャージ型極制服とブルマーを着て文化部を率いて京都を襲学するが、敵の策謀にはまったため犬牟田の助けを借りて襲学を行った。犬牟田の難解な解説は「いやみな連中にはいやみなヤツが効くということね」と内容を全く理解できていなかった。その後、宝多に苦戦を強いられていた大阪を襲学中の猿投山を皐月・蟇郡・犬牟田と共に助太刀に入った際に奏の装・改を着用し、乱入してきた流子を迎え撃つ皐月をサポートしつつ、一度本隊を離れ「ヌーディスト・ビーチ」の拠点を壊滅させた。
本能字学園壊滅後、ヌーディスト・ビーチに所属し本能町に残っていた人々の救助活動に当たっていた。この際、奏の装・改がすでに大破していたため、折れた縛斬を打ち直した小刀「縛斬・餓虎」を使用しており「縛斬・餓虎」を皐月に帰したあとは両手にロケットランチャーを持ち皐月を援護していた。
最終決戦後は父の事業を継ぐべく大学進学を決めている。
三つ星極制服 奏の装・グラーヴェ（かなでのそう・グラーヴェ）
蛇崩の極制服の戦闘形態。大量の楽器を金属板で梱包して形成された、サウンドシステムをハート型に積み上げた形の前面を持つ巨大な戦車で、極制服のサイズは四天王、ひいては学内で最大。「どこが（極制）服なんだ!?」と流子に突っ込まれるほど衣装としての原型を持たない、彼女自身は人骨が描かれたウェットスーツ状の服とシャコー帽を被り、右肩にはサングラスをかけた頭蓋骨の肩当てを乗せ、骨盤の両脇と両の肩甲骨からは、関節から先が指揮棒のような形の先端を持つ骨状のアームを突き出させ、艦首の真ん中にある三ツ星マーク状の空洞の中央に足だけを固定した状態で乗っている。艦首に8つ並んだ巨大スピーカーの中心に乃音がせり出している。オーケストラの演奏に合わせて物質化した音符を飛ばして弾幕を張ったり牽制射撃を行うなどの攻撃を得意とし、接近する相手にはスピーカーから重低音を利用した破壊音波を発生させて退ける。その攻撃は直撃しなくても聴覚に影響を及ぼす上に無差別かつ広範囲なものであり、観客席とそこに居る観客までも（皐月と四天王は平気）巻き込んだものになる。乃音のモチベーションに合わせて演奏曲や攻撃がエスカレートしていき、後述の「プレスト」へ変形する。
三つ星極制服 奏の装・プレスト（かなでのそう・プレスト）
「グラーヴェ」に飛行能力が付いた姿。極制服の中で唯一、飛行能力を有する服。本人も極制服を一番着こなしているのは自分だと自負しており、皐月の場所よりも高いところを飛ぶことに対する密かな驕りも見られる。戦闘機に変形しており、キャラピラがあった部分には飛行用の音波を出すスピーカー（これにも攻撃性能が備わっている）がある。巨大リコーダー型ミサイルや、シンバル型カッターなど攻撃のバリエーションもさらに増えている。艦首から地面などに激突しそうになった際は破壊音波を利用して衝撃を相殺することも可能。背後から艦体に乗りかかられた際は小さなスピーカーを相手に向けて出現させて攻撃する。
三つ星極制服 奏の装・ダ・カーポ（かなでのそう・ダ・カーポ）
上述の戦車を失った場合に変身する姿。レオタードの上から指揮者のような燕尾服をまとった衣装に変わっている。被っているシャコー帽のつばの下には右目を覆うディスプレイがある。シャコー帽から交響曲第5番「運命」を奏で、そこから発したリズムによる共振効果を利用して相手の生命戦維を操りダメージを与える。戦維喪失の際にシャコー帽は髑髏の部分だけを残して生命戦維に分解された。
三つ星極制服 奏の装・改（かなでのそう・あらため）
三都制圧襲学旅行の際に新たに身に着けた極制服。ブラスバンドの制服に、両肩部にグラーヴェを小型化したかのようなスピーカーを装備。プレストと同様に飛行能力を有し、鮮血疾風にも追い縋るほどの機動性を持つ。皐月を上部に乗せて運搬することも可能。上に乗せた皐月からは「これでは私より高い目線にならないのではないか」とかつての驕りを見透かされている。
三つ星極制服 奏の装・最終楽章（かなでのそう・さいしゅうがくしょう）
最終決戦時に使用した奏の装の最終形態。タイツ状のブラスバンドの制服にさらに小型化したスピーカーを装備しておりここからハート型の音波を放って攻撃する。

#### 各部の部長
伊織 糸郎（いおり しろう）
声 - うえだゆうじ
裁縫部部長。二つ星生徒と思われていたが、実は四天王以外で唯一の三つ星極制服所持者。オレンジ色の医療用フェイスマスクのようなものをつけている。本能字学園の極制服の製造を統括する重要な立場とあって、四天王と対等に話せる地位にある。また皐月の執事である揃三蔵の甥でもあり、皐月の信頼は厚い。皐月の命を受け、本能字学園の生徒に極制服を授けるほか、三つ星極制服よりも強力な極制服の研究を進めている。
極制服の製造を統括し、壊惨総戦挙には参加せず皐月の補佐に回るなど他の部との重要性はけた違いである。塔首頂上決戦では皐月の命によってそれぞれの三つ星極制服の弱点を洗い出し、改良品の製作にとりかかり、襲学旅行の最中にヘリコプターで大阪に乗りつけ四天王に改良型三ツ星極制服を渡した。大文化体育祭の裏で裁縫部員を率いて原初生命戦維を瞬間凍結財で一時的に無力化するが、凍結効果が切れて復活した原初生命戦維に両方の腕を刺し貫かれ、揃に裁縫部員もろとも救出された。
本能字学園壊滅後はヌーディスト・ビーチに所属し、「急急救命吸引具」などの武器開発にあたっている。襲ってきたカバーズから回収できた生命戦維で、最終決戦用に最後の極制服の製造を行っている。
最終決戦後は生命戦維の研究のため大学へ進学する。
三つ星極制服 誂の装（あつらえのそう）
伊織の極制服の変身形態。背中に4本のハンドミシン状のマジックハンドを装備しておりこれを使った高速での極制服製造に特化している。
袋田 隆治（ふくろだ たかはる）
声 - 岩田光央
第1話に登場。運動部ボクシング部部長。二つ星。最初の生徒会の刺客。通常の極制服と違ってボクシングツールが極制服となっており、装備は鋼鉄化している。単調でバカっぽい。両手のボクシンググローブにはそれぞれの機能があり、左手には複数の小型グローブに分裂してラッシュをかける機構を持ち、右手には「鉄拳粉砕」を放つことができる。右手は制御装置となっている海外遠征用グローブ付きで、外せば凶器が多くついた直方体のグローブになる。
流子との初戦では「左手のラッシュで相手の動きを封じ、右手から放たれる強打でとどめ」という型で彼女をノックアウトしている。そして、皐月の命令で片太刀バサミを回収しようとしたが失敗し、猿投山に制裁を受ける。二度失敗したら極制服を没収されるため、マコを人質に流子を誘き出して再戦に挑むが、「鮮血」を着た流子にはまったく歯が立たず敗北する。
本能字学園壊滅後はカバーズに飲み込まれていたが、「急急救命吸引具」によって助け出され、その後は新調した極制服を着て人力タービンを全力で回したり、最終決戦に参戦する。
函館 臣子（はこだて おみこ）
声 - たかはし智秋
第2話に登場。運動部女子テニス部部長。3年丁組。当初は一つ星だったが、北海道遠征（武力制圧）の前に、皐月によって二つ星へ昇格された。極制服はいかにも女子プロテニスプレイヤーが着ていそうなテニスユニフォーム型で、スカートの内側に大量のテニスボールが敷き詰められている。サンバイザーを被り、右目に三位一体の回転式（赤・青・緑色）スコープレンズを装着している。ツインテールで顔立ちはきつく、非常に高慢で狂気じみた性格をしているが、身分が上の者に対して敬語を使うなど、それなりに礼儀はわきまえている。鋼鉄化した巨大なラケットを持っており、フレームに棘が付いている。ストリングも普通のラケットの張り方と違い、かなり荒い張り方で、アメリカのオジブワ民族伝統装飾品のドリームキャッチャーに近い張り方をしている。
マコへの理不尽な制裁を通じて流子と因縁を持ち、猿投山の後押しで直接対決する。テニス形式で優位に立つが、流子が片太刀バサミの取っ手に「鮮血」の繊維で張った手製のラケットに持ち替えたことによって敗北する。その後、皐月によって無星へ降格された。なお北海道遠征は相撲部が代わりに行くことになった。
本能字学園壊滅後はカバーズに飲み込まれていたが、「急急救命吸引具」によって助け出され、その後は新調した極制服を着て人力タービンを全力で回したり、最終決戦に参戦する。
大暮 麻衣子（おおぐれ まいこ）
声 - 井上麻里奈
第4話に登場。風紀部トラップ開発部部長。2年甲組。ひ弱で頼りない眼鏡っ娘を演じているが、本性は学園の上に立って贅の極みを狙う傲慢で狡猾な野心家。普段は無星として一般生徒に混じり、彼らの動向を探りながらトラップの開発・監視をしている。
皐月のさらに上に行こうという野望から、NO遅刻デーに乗じて「鮮血」強奪を目論み、最初のトラップでの骨折を装って流子やマコと共にトラップを潜り抜けていく中、洗濯された「鮮血」を届けようとした満艦飾家の男たちのスケベ心を利用して「鮮血」の奪取に成功。みごと着こなして人衣一体を果たし流子に襲いかかるが、「鮮血」の抵抗で動きを封じられたところを流子に殴り倒され、「鮮血」を奪い返される。最後は流子とマコを偽学校トラップに誘い込んだうえで、トラップごと振り出しよりさらに遠くの本能町の麓の海へ強制移動させて自身は逃走を図るが、彼女たちには富裕層専用のロープウェイで遅刻を逃れられてしまったうえ、自身は野心を蟇郡に聞かれて放校されてしまった。
漫画版ではNO遅刻デーがらみの回が大幅に削減されたため、未登場。
矢車 草之助（やぐるま くさのすけ）
声 - 内藤玲
第5話に登場。園芸部屋上統括部長。二つ星。屋上で栽培されている花壇の世話を統括している。極制服は背中にプランターが付いている園芸用栽培強化型で、プランターの中の植物に水を与えると急激に成長して敵に襲いかかる。
花壇を踏み荒らし、たばこをポイ捨てした黄長瀬に激怒して襲いかかるが、ジャミング弾を受けて極制服を無力化されたことで敗れる。その後、極制服の生命戦維は黄長瀬に奪われた模様。
本能字学園壊滅後はカバーズに飲み込まれていたが、「急急救命吸引具」によって助け出され、その後は新調した極制服を着て人力タービンを全力で回したり、最終決戦に参戦する。
蟒 草田男（うわばみ くさたお）
声 - 森訓久
第5話に登場。園芸部裏庭統括部長。二つ星。通称は「藪睨みの蟒草田男」で、エンディングクレジットでも同様に表記されている。極制服は矢車と同じ園芸用栽培強化型。
矢車の屋上統括部がやられたため、その仇を討つべく流子と黄長瀬の戦いに乱入するが、特に活躍を見せることなく黄長瀬に敗れる。その後、口の中にボビン型の手榴弾を突っ込まれ、人間爆弾として利用された。
その後は新調した極制服を着て人力タービンを全力で回したり、最終決戦に参戦する。
生物部部長
第5話に登場。右半分白衣と左半分人体模型の格好の刺客。二つ星。解剖用のメスを投げて敵を攻撃する。
マコを人間モルモットにしようと目論み、彼女を人質に流子を部員全員で迎え撃つが、あっさり返り討ちに遭った。
その後は新調した極制服を着て人力タービンを全力で回したり、最終決戦に参戦する。
落語部三名人
第5話に登場。蛇崩が差し向けた刺客。和服型の極制服を着ており、部長らしき二つ星は「地獄八景七者戯」、一つ星の2名は「首提灯」「だが屋」が演目。扇子や座布団を投擲武器として用いる。しかし、犬牟田からは「雑魚部」扱いされる程度の力しかなく、黄長瀬にあっさり敗北した。
その後は部長は新調した極制服を着て人力タービンを全力で回したり、最終決戦に参戦する。
百人一首部百人衆
第5話に登場。蛇崩が差し向けた刺客。全員同じ顔で同じ十二単型の極制服を着ており、部長と思しき人物のみ二つ星で十二単が鋼鉄化している。読み札を総動員で手裏剣のごとく雨嵐と投げつけてくるが、落語部三名人同様「雑魚部」であり、黄長瀬によって壊滅させられた。
その後は部長は新調した極制服を着て人力タービンを全力で回したり、最終決戦に参戦する。
ジャック 内藤（ジャック ないとう）
声 - 井上優
第7話に登場。投げナイフ部部長。二つ星。元は曲芸部だったが、流子を倒して三つ星極制服を手に入れるために独立した。昼食時の流子を襲うが返り討ちに遭う。
本能字学園壊滅後はカバーズに飲み込まれていたが、「急急救命吸引具」によって助け出され、その後は新調した極制服を着て人力タービンを全力で回したり、最終決戦に参戦する。
陽炎 陰三郎（かげろう かげさぶろう）
第7話に登場。南京玉すだれ部部長。二つ星。元曲芸部。ジャック内藤の次に襲うが倒される。
本能字学園壊滅後はカバーズに飲み込まれていたが、「急急救命吸引具」によって助け出され、その後は新調した極制服を着て人力タービンを全力で回したり、最終決戦に参戦する。
渡 益代（わたり ますよ）
声 - 田中里和
第7話に登場。綱渡り部部長。二つ星。元曲芸部。陽炎陰三郎の次に襲うが自己紹介が終わる前に流子に倒される。
本能字学園壊滅後はカバーズに飲み込まれていたが、「急急救命吸引具」によって助け出され、その後は新調した極制服を着て人力タービンを全力で回したり、最終決戦に参戦する。
御倉浜 舞夢（おくらはま まいむ）
声 - 蓮未エリナ
第7話に登場。フォークダンス部部長。二つ星。喧嘩部としての流子の最初の標的。高速マイムマイム（BGMはオクラホマミキサー）で迎え撃つが流子に敗れる。
本能字学園壊滅後はカバーズに飲み込まれていたが、「急急救命吸引具」によって助け出され、その後は新調した極制服を着て人力タービンを全力で回したり、最終決戦に参戦する。
陶器三兄弟（とうきさんきょうだい）
第7話に登場。陶芸部部長。三人のうちリーダーと思わしき人物は二つ星。流子に敗れる。
本能字学園壊滅後はリーダーはカバーズに飲み込まれていたが、「急急救命吸引具」によって助け出され、その後は新調した極制服を着て人力タービンを全力で回したり、最終決戦に参戦する。
河豚原 愛善坊（ふぐはら あいぜんぼう）
声 - 新田早規
第7話に登場。卓球部部長。二つ星。オイルを口に含み火を吹いて攻撃する。流子に敗れる。
本能字学園壊滅後はカバーズに飲み込まれていたが、「急急救命吸引具」によって助け出され、その後は新調した極制服を着て人力タービンを全力で回したり、最終決戦に参戦する。
追手 タタム（おって タタム）
第7話に登場。折り紙部部長。二つ星。極制服は着用している自身ごと折り鶴の形に変形できる。流子に敗れる。極制服姿はスリムだが、実際は肥満体。
本能字学園壊滅後はカバーズに飲み込まれていたが、「急急救命吸引具」によって助け出され、その後は新調した極制服を着て人力タービンを全力で回したり、最終決戦に参戦する。
轟 輌輔（とどろき りょうすけ）
声 - 吉開清人
第8話に登場。壊惨総戦挙で勝ちあがるために自動車部とサバイバルゲーム部が合併してできたサバイバル自動車部部長。二つ星。極制服は車に変身することができる。部員の武装はBB弾を使用した銃器やミサイルを模したロケット花火など。
壊惨総戦挙で蟇郡を狙い部員たちを引き連れて襲いかかるが、「死縛の装」の前に敗れる。
最終決戦では新調した極制服を着て登場している。
なお、学園の部活動には他にも野球部、水泳部（喧嘩部騒動の時には細分化されていた）や相撲部、アメフト部などがあるが、野球部や水泳部などは喧嘩部によって、アメフト部は壊惨総戦挙開始直後の混乱で、相撲部は壊惨総戦挙の際に大挙して押し寄せた一つ星生徒たちによって倒されている。襲学旅行では吹奏楽部、美術部、数学部、映画研究会、相撲部、陸上部投擲部隊、弓道部が登場している。

#### その他の生徒
鈴木（すずき）
声 - 鈴木千尋
ボサボサな頭をした小太りの男子生徒。2年甲組。一つ星極制服を盗み出したために蟇郡によって処罰され、見せしめとして学園の門に全裸で吊るされる。座っていた席には流子が座ることとなった。蟇郡からは、神戸辺りから仕向けられたスパイと推測されている。

#### 教職員
凡田（ぼんだ）
声 - 根本明宏
本能字学園の校長。雇われの身にすぎないために生徒会の方針を止めることはせず、逆らわないようにしている。

### ヌーディスト・ビーチ
美木杉 愛九郎（みきすぎ あいくろう）
声 - 三木眞一郎
転校してきた流子に熱視線を送る謎の男。2年甲組の担任で世界史を教えている。針を流子の背中に刺し彼女の全身の動きを封じるなど、身体や医療に関する特殊な知識と技も備えている。普段はサングラスを着用しており、猫背で気だるそうな振る舞いをしているが、サングラスを外して髪をかき上げると耽美な美形になる。また、その際には鍛え上げられた上半身を露出する癖がある（その際、乳首は蛍光ピンク色の光で隠れる演出がなされている）。流子の父・纏一身博士を知っており、また彼と同じく鬼龍院家の横暴さに立ち向かおうとしていた。一身が死んだ際、彼が死の直前に送った手紙により「鮮血」を娘に授けるよう頼まれており、本能字学園転校直後に屋敷跡に逃げ戻った流子を追って地下室へ突き落し、「鮮血」との出会いを用意した。
生命戦維の脅威と戦う反制服ゲリラ「ヌーディスト・ビーチ」に属しており、「スプレンディッド・ネイキッド・オフィサー」の階級を持つ。鬼龍院家の動向を探るために本能字学園に潜入している。流子の実力を知り、彼女と共に動向を探ることになる（ただし、普段は教師と生徒の関係を装うことにしている）。流子本人に疑心暗鬼の眼を向けられながらも彼女を支援する立場を取っているが、壊惨総戦挙での快進撃ぶりを「進化が予想以上に早すぎる」として黄長瀬に警告を伝えるなど、独自の目的を持っている模様。
塔首頂上決戦で縫を前に流子と「鮮血」が暴走した際は黄長瀬から渡された特殊膠着弾を流子に打ち込もうと狙撃体勢に入るが、引き金を引くことをためらった結果好機を逃し、結局、流子と「鮮血」を止めることはできなかった。三都制圧襲学旅行の開始と共に教職を捨ててヌーディスト・ビーチの活動に専念。焦土と化した大阪にいる流子とパトロンの御曹司である宝多金男の救助を指揮し自らも戦場に向かうが、その隙を蛇崩に突かれて本部基地を破壊されてしまった。蟇郡いわく、彼がヌーディスト・ビーチの一員であることはバレバレであり、わざと泳がされていたとのこと。大阪での流子の戦いぶりに、生命戦維の秘密のすべてを話すに足る相手になったと判断し、ヌーディスト・ビーチの基地に誘い、以後は流子や黄長瀬と行動を共にする。流子が自暴自棄になり一人で本能字学園に向かった後は、「最後のパンツを脱ぐ時が来た」と言いながらヌーディストビーチの切り札「裸の太陽丸」を本能字学園に向けて出航させる。
最終決戦では、羅暁の「絶対服従」の影響を受けないアルティメット・ダブル・ネイキッド・D-T-Rを黄長瀬とともに装着して対抗しようとするも一蹴されるが、蟇郡が発信装置を守る生命戦維超高速邪魔浴を破って「縛解傲擲」でダメージを与えた後、とどめてD-T-Rを特攻させて発信装置の破壊に貢献する。
デザイナーのすしおによれば、TMNの宇都宮隆や沢田研二のスマートな格好良さをイメージしたとのこと。
黄長瀬 紬（きながせ つむぐ）
声 - 小西克幸
反制服ゲリラ「ヌーディスト・ビーチ」に所属する、傭兵のような風貌と赤く染めたモヒカンが特徴の筋骨隆々の男。ヘビースモーカー。かつて姉の絹江が生命戦維入りの衣服によって命を落としたことから、神衣と極制服を憎悪している。美木杉には恩があるらしく、彼の頼みなら神衣以外のことでは協力する模様。対峙した相手に「2つ、いいことを教えてやる」と言い放ち、自分の力の誇示や教訓じみた警告をするのが癖。ジャミング弾を装填したミシン型ニードルガン（「ミシンガン」）と、多数の重火器やトラップを併用したゲリラ戦法を得意とし、人衣一体中の流子を圧倒する戦闘の最中、片手間で園芸部・落語部・百人一首部を全滅させるなど、戦闘能力は極めて高い。一方、一般生徒であるマコ等には被害を出さないように配慮することもできる。
神衣「鮮血」を奪うため本能字学園に侵入し流子に襲いかかるが、流子と「鮮血」の絆を垣間見て神衣強奪を諦め、一旦引き下がった。ただし「綻びがあれば」また襲撃に訪れることを、美木杉にほのめかしている。
塔首頂上決戦で美木杉の連絡を受けて再び本能字学園に訪れ、美木杉に特殊膠着弾を譲り渡した。暴走する流子の足止めに回るが、縫や皐月達の次元の違う強さを痛感させられ「修行のやり直し」と呟いて去って行った。襲学旅行では美木杉の指示を受けて流子に加勢し、これまでとは食い違う行動を流子から突っ込まれるが、本人曰く鬼龍院による生命戦維の脅威の排除のためなら何でもやるとのこと。襲学旅行後は流子および美木杉と行動を共にする。
黄長瀬 絹江（きながせ きぬえ）
故人。紬の姉。黄長瀬は流子への最初の説明で単に「近しい女性」とのみ述べ、美木杉は彼女のことを「さん」付けで呼んでいる。
「人と服は敵じゃない」という考えを持っていた。一身が「ヌーディスト・ビーチ」を組織して以来、一身の一番の助手を務めていた。鬼龍院家に対抗するための生命戦維の実験の際、一身達の目の前で服に取り込まれ、体が繊維状に分解されて死亡している（紬曰く「服に裏切られた」）。その今際の際に「実験は続けてほしい」と言い残し事切れた。なお、本編では語られていないが、美木杉の婚約者であることが明かされている。

### 関西

#### 難波金満高校
宝多 金男（たからだ かねお）
声 - 粟根まこと
難波金満高校の生徒会長。日本の和歌山・滋賀、京都府以西を支配し「西の宝多、東の鬼龍院」といわれ、大阪で大金持ちとして通っている宝多財閥の御曹司であり、「ZENI」と描かれた金歯の前歯（上の歯全て）に、背中に虎の顔が描かれた虎柄のローブといかにも金満で横柄な出で立ちと言動の色白痩躯の男（皐月曰く「下卑た顔」、「貧相な顔」）。皐月とは彼女の小学校卒業祝いの園遊会に出向いた時に会っていた（その時から襲学旅行まで会ったことは無い）。良くも悪くも自分と現実に素直であり、歯に衣着せぬ物言いで、金銭に無頓着な猿投山を見下し、彼や皐月に金銭の大切さやその威力を滔々と語る。
犬牟田率いる三都情報撹乱部隊の情報網遮断を大阪のおばはんの噂でカバーし、神戸と京都の状況を把握していた。街は壊れても作り直せばいい（土建屋が儲かるから）という傲慢とも合理的とも言える考えで戦闘で自ら街を壊すことも厭わず、宝多札を使った生徒と市民の飽和攻撃を持って猿投山と大阪襲学旅団を苦しめたが、皐月の登場で戦局が一気に不利になり、道頓堀ロボを引っ張り出すものの、猿投山の新たな三ツ星極制服の前にはまるで歯が立たず、猿投山にロボを金男の尻の穴もろとも貫かれて破壊され、敗北した。皐月の命令で猿投山に担ぎ運ばれていった。
ヌーディスト・ビーチのスポンサーであったようで、彼らから極制服に対抗できる装備を入手する一方で、「裸の太陽丸」などの秘密兵器に財閥の全資産を投入。本能字学園壊滅後はヌーディスト・ビーチに合流したらしく、「裸の太陽丸」の出航準備を指揮し、岸壁で見送った。

#### 神神戸高校
大林 九二（おおばやし きゅうじ）
声 - 竹内良太
神神戸高校武闘派連合総代。いわゆる番長スタイルで木刀を持っている。助っ人を倒された後は装甲プロテクターにお肉アーマーを貼り付けて戦車に乗っていた。
桜宮 健太（さくらみや けんた）
声 - 小野坂昌也
神神戸高校武闘派連合副総代。亜麻色の長髪で、丈が長い白地の金縁の学ランを着ている。装甲プロテクターを破壊され、パンツ一丁で戦車に乗っていた。

#### 安倍賀茂学園
玄武 太郎（げんぶ たろう）
声 - 西凜太朗
安倍賀茂学園北（玄武）の守護生徒。玄武をモチーフにした格好をしている。
朱雀 二郎（すざく じろう）
声 - 津田健次郎
安倍賀茂学園南（朱雀）の守護生徒。朱雀をモチーフにした格好をしている。
青龍 三郎（せいりゅう さぶろう）
声 - 小上裕通
安倍賀茂学園東（青龍）の守護生徒。青龍をモチーフにした格好をしている。
白虎 四郎（びゃっこ しろう）
声 - 四宮豪
安倍賀茂学園西（白虎）の守護生徒。白虎をモチーフにした格好をしている。

### 家族関係者

#### 満艦飾家
満艦飾 薔薇蔵（まんかんしょく ばらぞう）
声 - 堀内賢雄
マコの父。顔のサイズは他の家族の2倍ほどもある。闇医者だが自宅の電飾看板に「やみいしゃ」と掲げるほど堂々と活動しており、救った数と殺した数では後者の方が多いらしい。袋田との戦闘後に貧血で倒れた流子を治療したが、変態に間違われて殴られた。スケベで、又郎と一緒に流子の着替えを覗いたりしては、しょっちゅう流子に制裁されている。殺された患者からは苦情は来ない、金に困ったときは息子の内臓を売る、などブラックな発言が多い。マコによると売血のための採血で多くの人を失血死させているとのこと。
本来ならマコがヌーディスト・ビーチと関わったことで満艦飾家は本能町を追放されるはずだったが、蟇郡により大文化体育祭の強制参加という恩赦を受けた（満艦飾家にとっては弁当を食べることが目的であった）。そのため、生命戦維の起動実験に巻き込まれるが程なく学園側によって助け出される。しかし、助け出された後も黙々と弁当やマコの大阪土産を食べ続けて避難する気配が無かった。
本能字学園壊滅後はヌーディスト・ビーチに身を寄せ、闇医務室で働いている。「裸の太陽丸」出航時には家族総出で闇衛生兵として乗り込んでいる。
満艦飾 好代（まんかんしょく すくよ）
声 - 福井裕佳梨
マコの母。「超」マイペースな性格で、高校生の娘がいるとは思えないほど若々しくグラマー。得体の知れない材料で得体の知れない料理を作り上げるのが得意で、特にコロッケの腕前はピカイチ。塔首頂上決戦で流子が戦うときにも、いつも自分の弁当を食べている流子が負けるわけはないと言い、マコもコロッケの力で最終決戦で戦力を回復させている。家族（夫と息子）に対しては毒舌家であるものの、流子を居候させてくれたり、マコのお古の寝巻（サイズは流子より小さい）を用意するなど、面倒見は良い。
本能字学園壊滅後はヌーディスト・ビーチに身を寄せ、薔薇蔵同様に闇医務室で働いている。
満艦飾 又郎（まんかんしょく またろう）
声 - 藤村歩
マコの弟。小学校をサボり町の悪ガキを率いて悪事を働いているが、偶然標的にした流子に敗北して頭を下げる潔さと、姉思いな面を見せる。薔薇蔵同様のスケベなマセガキで、覚醒した「鮮血」を着た時の流子の格好を見たり、着替えを覗いては興奮しており、その度に流子から制裁を受けている。ドサクサに紛れてスリをしようと口走る度にマコか好代に制裁されている。
大文化体育祭では、事前に配布された生命戦維入りの礼服を早々に売り払い、式典にはボディペインティングをした全裸で出席したため、出席者で唯一礼服に飲み込まれずに済んだ。
本能字学園壊滅後は姉を探すためにガッツとともに本能町に残り、下水道で同年代の子供たちと共に生きることに必死になっていたが、蛇崩に救われて両親と再会する。
ガッツ
声 - 小西克幸
満艦飾家のペット。パーカーを被ったパグで、食い意地が張っている。名前の由来は又郎曰く「食べ物をがっついてるから」。又郎と薔薇蔵同様スケベで、彼らと共に流子に制裁されている。薔薇蔵と好代と同じく支給された服を着て大文化体育祭に行ったため、彼らと同じく生命戦維の起動実験に巻き込まれた。
カバーズがヌーディスト・ビーチ基地を襲った際には、マコを飲み込んだカバーズの個体に吠えかかり、蟇郡がマコを助け出すきっかけを作った。

#### 纏家
纏 一身（まとい いっしん） / 鬼龍院 装一郎（きりゅういん そういちろう）
声 - 有本欽隆
流子の父。見た目には60代に見える老人（変装であるため）。流子からは「父さん」と呼ばれていた。もとは鬼龍院家で生命戦維を研究をしていたが、後に袂を分かち「鮮血」を作った。また、自らが持つ特許を使い世界中から掻き集めた財を投じてヌーディスト・ビーチを組織し、鬼龍院家に対抗しようとしていたが、針目縫に片太刀バサミで殺害された。風体は「鮮血」曰く「髭で、眼帯で、白衣を纏った、猫背で、下駄で、片手に杖の、鼠を連れた…」。鼠は左肩に縫い付けられるように乗っており、眼帯は右目にしている。
本能町が見える場所の屋敷に住み、地下の研究室で実験を行っていた（表札には彼と流子の名前が書いてある）。研究のために家庭を顧みず、流子を親戚や寄宿舎に預けていたことがあり、親子ながら流子との関係は疎遠だった。壊惨総戦挙の半年前のある日、急に流子を屋敷に呼び戻すが、帰ってきた流子が見たのは赤い片太刀バサミを体に突き刺され絶命寸前の父の姿だった。最期に「平穏な人生を送りたければ黙って去れ」「自分を殺した犯人を追えば過酷な運命が待つ」と流子に語った。一身が「私の代わりに戦ってくれるのなら」と片太刀バサミを直接流子に手渡した後、流子が不審な影を追って屋敷を飛び出した所で屋敷は火事になったため、流子は彼の死ぬ瞬間を直接は見ておらず、彼が話そうとした遺言も全く聞いていない。第16話によれば、「鮮血」を完成させたのは針目の訪問を受けて殺される寸前で、すなわち屋敷に呼び出した流子がやってくる寸前でもあった（この時に断ち斬りバサミを切り札であると偽ることによって、鮮血の存在を隠した）。流子は結局父の戦いを引き継ぐことになる。
その正体は流子と皐月の父親である鬼龍院装一郎。優秀な研究者であることから鬼龍院家に婿入りし、娘達を使って生命戦維の融合の研究を行っていたが、次女（流子）が名付けられることも無く廃棄されたことに憤り、生命戦維の真実と復讐を皐月に託して死亡したとされる。しかし実は死んでおらず、追っ手を振り切った後に老人の姿へ変装して纏一身と名を変え、廃棄された流子を救って育てていた。
第12話の針目の回想では、着ていた白衣は生命戦維製（形状記憶神衣）で、戦闘においても彼女が本気を出していなかったとはいえ針目とやり合うほどの実力を持つが、研究者ゆえに体力は無い。

#### 鬼龍院家
小説版によれば、鬼龍院家は明治以来日本経済の中枢に位置する一家であり、首相の首すらすげ替えさせるほどの権力も握っていると噂され、鬼龍院家に対する抵抗や調査を行おうとした政治家や警察関係者らは核心に迫る前に排除されてきたという。
鬼龍院 羅暁（きりゅういん らぎょう）
声 - 朴璐美
皐月の母親。本能字学園理事長にして、REVOCSコーポレーションCEO。皐月が敬語を使う唯一の人間である。顔立ちは皐月に似ているが、髪の表面は薄紫色で裏面は虹色に光っている。皐月以上のカリスマ性を持ち、登場時には虹色の後光が差す。その光ゆえに彼女と対面する者の多くはサングラスを掛けていないと彼女の姿を見ることが出来ない。背中には複数の刀傷を思わせる大きな縫い痕のような傷がある。「服とは人間の原罪である」を信条としている。20年ほど前に原初生命戦維と接触してその手先・代弁者となり、一身に生命戦維の研究を行わせていた。全世界にREVOCSコーポレーションの服を普及させ、生命戦維による世界支配を手助けする。大文化体育祭にて道化師のような出で立ちで姿を現し、羅暁スタジアムに来たほぼすべての人間を生命戦維へと変える実験を行う。
装一郎を婿として迎え、彼と自分の間に出来た娘たちを生命戦維との融合の実験台にしようとしたことがあり、自らも生命戦維との融合を果たしている。体構造のほとんどが生命戦維で構成されており、心臓を潰されても再生し、首を刎ねられても糸一本繋がっていれば体は機能する。
皐月のことは信頼はしているが信用はしていないようで、「『カバーズの子』として動くのであれば」と釘を刺しているが、何らかの思惑があってわざと好き勝手にやらせている模様。「鮮血」に対しては「La vie est drôle（人生は面白い）. 若い子は若い子同士、神衣は神衣同士でケリをつけろ」と皐月に一任している。禊など、傍目から見ると性的虐待とも取れるスキンシップを皐月に行っている。
大文化体育祭の最中に皐月に背後から刺され重傷を負うも即座に復活し、皐月から「純潔」を奪い本能字学園に監禁して折檻する。流子が自らの娘とわかった後は、自分に反逆を始めた皐月のことを何度となく「できそこない」「まがいもの」となじるようになる。流子を捕まえた後は洗脳して「純潔」を着せて脱走した皐月らを襲わせ、自分は「繭星降誕」のために原初生命戦維を糸宮殿から浮上させる。原初生命戦維は共同して戦う流子と皐月により機能停止させられるが、本能字学園に突入した二人を「神羅纐纈」をまとって迎え撃つ。宇宙での最終決戦で流子に敗れ、流子に生きる道を勧められるが、生命戦維が再び地球に現れることを宣告し自らの心臓を潰して自害し消滅した。
神羅纐纈（しんらこうけつ）
本能字学園制圧後、針目たちに作らせていた究極の神衣。最後の戦いで羅暁が着用する。鳳凰丸を取り込むことにより、他のすべての生命戦維を従わせることができる「絶対服従」という能力を発揮したが、「鮮血」の突入で鳳凰丸を弾き飛ばされた。その後、針目および原初生命戦維を吸収してロケット状に変形し宇宙へ発射され、再び得た「絶対服従」の能力で世界中の生命戦維をカバーズに変える「繭星降誕」を開始させたが、最終的に「鮮血更衣」に能力を吸収されて敗北した。
鬼龍院 装一郎（きりゅういん そういちろう）
詳しくは纏一身の項目参照。
揃 三蔵（そろい みつぞう）
声 - 野島昭生
皐月に仕える執事。伊織のおじ。三つ揃いにブラックタイを着用する老齢の男性。生徒会室で紅茶を入れるなど、幼少時から皐月の傍で仕える。他の者は皐月のことを「皐月様」と呼ぶが彼だけは「お嬢さま」と呼び、皐月も彼の紅茶を飲む時だけは穏やかな顔を見せている。皐月が「純潔」の封印を解こうとした際は、皐月の意思に従い、黒井戸から叱責されても反対しなかった。母に反逆しようとする皐月にとっては鬼龍院家の中で唯一の忠実な味方である。見かけによらず力持ちであり、原初生命戦維の反撃で負傷した伊織率いる裁縫部達をまとめて背負って逃げていた。本能字学園壊滅後はヌーディスト・ビーチの基地に身を寄せている。なお、彼のみ四天王や甥の伊織と異なりヌーディスト・ビーチに合流後、最後に全員で流子を受け止めるシーンまでいつもの格好を通している。
黒井戸 滝司（くろいど たきじ）
声 - 廣田行生
鬼龍院家筆頭執事。色眼鏡をかけ、黒いタキシードを着用する中年の男性。鬼龍院邸の留守を任されている。皐月の母の意向に従い、「純潔」の封印を解こうとする皐月を止める。さらに、「純潔」を着用しようとする皐月の身を案じ、懸命に思いとどまるよう訴えたが、彼の声は聞き入れて貰えなかった。羅暁側の人物であり、襲学旅行から帰って自宅に泊まった皐月によって他の羅暁側の人間もろとも縛られた。
なお、羅暁のもとから逃走した装一郎を抹殺しようとした部隊を率いていたのも彼である。
羅暁によって鬼龍院家の使用人たちともども原初生命戦維と一体化するよう命じられ、幸せの内に原初生命戦維に飲み込まれた。
針目 縫（はりめ ぬい）
声 - 田村ゆかり
鬼龍院財閥の会社・REVOCSコーポレーションに所属する「グランクチュリエ（高次縫製師）(fr)」。一人称は「僕」。金髪のカールしたツインテールで、ピンク色のハートをモチーフにしたロリータファッションのドレス風の衣装に日傘を差し、左目に「ヌイ」という形の紫色の眼帯をしている少女。「鮮血」によると異様に手が冷たい。表情は驚いた時や体を激しく損傷した時を除きほぼ常に笑顔であったが、流子に切り落とされた両腕を踏み潰された後は狂気じみたものに豹変している。
人懐っこく無邪気そうな言動とは裏腹に本性は残忍極まりなく、姿を見ただけで皐月が狼狽してしまうほどの危険人物。皐月に対しては甘えるような口調で「昼も夜も一心同体」などと言ってはいるが、皐月からは「貴様は誰とも交わらない」と吐き捨てられている。そのわがままで神出鬼没かつ予測不能な言動は羅暁から「芸術家の気まぐれはCEO（羅暁）でも制御不能」と言われている程。
羅暁から「纏一身の研究成果を奪え」という命令を受けて纏邸に侵入し、一身を殺し片太刀バサミを奪った張本人であり、左目はその際の戦闘で奪われたものである。この時は横から棘が出し入れできる布巻尺を鞭のように操り一身と戦ったが、その布巻尺はあっさりと断ち斬りバサミで破壊された。また、断ち斬りバサミに気を取られたせいで纏邸の他の場所の捜索に気が回らず、一身が作っていた「鮮血」などの神衣を奪えなかったことを皐月に責められている。
その後、今度は羅暁により本能字学園に送り込まれ、決戦闘兵に乱入。極制服無しで猿投山の攻撃を難なく受け止め、一瞬で極制服から「絆糸」を小指の爪の裏の剣山で抜き取って切断し「戦維喪失」させる等、四天王をはるかに超えるほどの実力を持つ。さらに神衣の実力を見ようと流子に勝負を挑み、もう一つの「片太刀バサミ」を見せつけた上で、一身を殺したのは自分だと告白し、流子を煽って暴走状態に追い込んだ。暴走した「鮮血」がマコによって止められた後、皐月から本能字学園への立ち入りを禁じられるが、全く従う気がない模様。
学園が襲学旅行の準備中、面白そうだからと流子と「鮮血」を殺そうと企み、「鮮血」を暴走させたことで自己嫌悪に陥り「鮮血」を着れなくなった流子に「鮮血」を着せるべく、鬼龍院と学園に刃向かい無期限停学処分中の元新聞部員・凪田信二郎（声 - 岡本信彦）に化け満艦飾家に押しかけて流子に学園の革命をしつこく説き、風紀部員に偽装した自らが操るパペットに自分を攻撃させて流子に「鮮血」を着せておびき出すことに成功。本気が出せない流子に興味が失せ「鮮血」を破壊し、流子に止めを刺そうとしたところを皐月に見咎められて退散する。その後、暇をもてあましたこともあって、羅暁の命令を受けて「鮮血」と「純潔」の戦いの視察に大阪に行き、その帰りに皐月の乗るヘリの操縦士となった。「わたしのことを理解してくれるのはあなたしかいない」と皐月に言うが、「誰の理解も拒んでいるものがよくいう」と言い返された。自分が認めたものだけを「美」だと呼ぶ羅暁に対し、ばらばらになった「鮮血」を無理やり復元する流子の乱暴なやり方を気に入っている。大文化体育祭ではペラペラの分身を大量に生産する「モンミニヨン・プレタポルテ」（mon mignon prêt-à-porter：私の可愛い既製服）という技を披露した。
皐月が羅暁の手に落ちた後は、羅暁の手下にされた裁縫部員らとともに、皐月や流子を飲み込ませるための巨大な神衣「神羅纐纈」の縫製を行っている。
第20話では、自分は流子同様に心臓など全身が生命戦維と一体化しており、羅暁による生命戦維と人間との融合実験の実験台であること、自分の場合は生命戦維でできた人工子宮で受精卵の状態から育てられたことなどを流子に明かす。
第21話では、流子のバックアップのために「裸の太陽丸」に来襲。自身が持つ「片太刀バサミ」を、味方になったはずの流子に渡してないことについて皐月に図星を突かれる。
第22話では、復活した流子に「片太刀バサミ」を奪い返され、生命戦維の活動を止める一撃を受けて両腕を失うが、鳳凰丸により助け出され本能字学園に送られ、口だけを使って巨大神衣の縫製を続ける。「神羅纐纈」の完成後は、羅暁によって生命戦維で戦闘用に両腕を復活させてもらう。高度な縫製のような繊細な作業は行えない腕だが、もはや人類がいなくなり服を作る必要もなくなる以上、これで十分と羅暁にいう。最期は流子に敗れたと思われた羅暁の呼びかけに応じて自ら首をはねて自害し、そのまま羅暁自身に取り込まれ、羅暁の一部になれることを満足しながら消滅した。
鳳凰丸 礼（ほうおうまる れい）
声 - 藤村歩
白いタキシードを着た黒人女性。常に羅暁のそばに控えている秘書のような存在。日本名であるが実際はアフリカ某国の出身で、幼い頃は内戦下で暮らしていたが、生命戦維に対する適性の高い一族の出身であることを見込んだ羅暁に命を救われ、彼女に絶対的忠誠を誓うようになる。両袖を刃のように変形させて伸ばして攻撃する。また、羅暁の前では彼女もサングラスを掛けている。大文化体育祭では羅暁の付き添いとして彼女に随行する。皐月が叛旗を翻した時はすぐに彼女に襲い掛かるが、風紀部員達によって拘束される。「裸の太陽丸」で苦戦する針目の奪還にヘリコプターで現れるが、冷静さを失い悪態をつく針目に、独断での行動で神衣縫製に必要な腕を失ったことを問い詰める。「神羅纐纈」を羅暁がまとった後は、真っ先に「神羅纐纈」に取り込まれる。これにより羅暁が「絶対服従」を使用することが可能になり神衣と極制服を無力化させたが、「鮮血」の疾風閃刃により分離され羅暁に味方する関係者の中で唯一生き残る。
25話では、復讐を決意して卒業式の際に本能字学園を襲撃。REVOCS社に残っていたすべての生命戦維を使って、無星生徒の心理に残っていた『（恐怖政治を行っていた頃の）皐月と純潔、および初期極制服の四天王』の記憶からこの5人のコピーを生み出して暴れさせ、さらに封印されていた裁繍防衛機関を起動させる。しかし、様々な経験を得て成長した流子と四天王に、過去の存在であるコピーが勝てるはずがなく、裁繍防衛機関も流子の手で破壊される。直後、自棄を起こし皐月を殺そうとするが、彼女の強い意志、大きな器に絆され敗北を悟る。

### その他の人物
チョロマ、パクリ、ギッタ
声 - 田中里和（チョロマ）、新田早規（パクリ）、蓮未エリナ（ギッタ）
又郎の子分の3人組。又郎と同様に悪事を働いており、鎖やチェーンソー等を使用してカツアゲをしているが、流子には返り討ちに遭い、又郎と一緒に謝罪する。
北条（ほうじょう）
声 - 白熊寛嗣
5年前の私立輪廻堂中学の不良男子生徒。北条物産の社長の息子で、その権力を盾にしている。今川の服にはずみで牛乳をかけた男子生徒に、親を北条物産からクビにされたくなければと屋上からの飛び降りを強要する。皐月によって会社が鬼龍院物産へ合併吸収されたために権力を失い、逆上して子分たちに皐月を襲わせたが一蹴されたのを見て、今川とともに腰を抜かして慄いていた。
今川（いまがわ）
声 - 中原麻衣
5年前の私立輪廻堂中学の不良女子生徒。警察署署長の娘で、その権力を盾にしている。はずみで自分の服に牛乳をかけた男子生徒に因縁をつけて屋上からの飛び降りを強要するが、皐月によって親が署長を解任されたうえに賄賂容疑で告訴され、権力を失った。

## 用語

### 生命戦維・神衣関連
作品の中で最も重要なキーワードになる「生命戦維」をはじめとする設定。
極制服（ごくせいふく）
皐月が忠実な生徒たちに与える、着用するだけで通常の人間を遥かに超えた力を得られる制服。第2話で皐月が語るには、日本が古来から学生に着せている制服は、軍服（男子の詰襟は陸軍のもの、女子のセーラー服は海兵のもの）を元にしている。軍服を学生服にしたこの国に対して、本能字学園は学生服を本来の意味の戦闘服と見なし、「服を着た豚たち」が作るこの国を支配するための武器としている。階級により極制服は三つ星から一つ星までランク付けされ（与えられていない生徒は無星）、委員長には三つ星、各部の部長クラスには二つ星が与えられる。通常は一つ星は全員白に近い青色、三つ星は白（だが全員同じ形状ではない）など、多少のばらつきがある。ボクシング装備の極制服を着る袋田の例の通り、各部の生徒の極制服はユニフォーム型や各部のアイテムの型になっている。三つ星極制服は通常時は普通の制服の姿を取っているが、力を解放することでそれぞれの得意分野に特化した「装」へと変身する。
かつて流子の父親が制作に関わっており、現在は本能字学園裁縫部によって制作されている。極制服の中には、赤い糸くずのような「生命戦維」（後述）が封入されている。17話では美木杉が、極制服はもとは人間の生命戦維への耐性を研究するために作られた実験服だったものが軍事転用され、本能字学園の全国支配の武器となったと述べている。また羅暁は、極制服の意義を、着用者を生命戦維の力に酔わせることにより、生命戦維への耐性が強い（服を着用した年数が短く、まだ服に対する抵抗感を残している）十代の若者がこぞって生命戦維入りの服を着るようになることだと述べている。
神衣（かむい）
流子が着用する「鮮血」や皐月の「純潔」などがこれに該当する。極制服とは違い、100%「生命戦維」で裁縫されており、「鮮血」の場合は自我や理性を持って着用者と意思疎通ができる。素肌の露出度は高い。「鮮血」の場合、「戦維喪失」させた極制服の繊維の一部を吸収する能力があるが、他の神衣も同じかは不明。着用者の血を与えないと力が発現しないうえ、完全に使いこなすには神衣と一体になることが必要であり、着用者の素肌になるという感覚が必要となってくる。
完全覚醒する時に生命戦維には強力な生体エネルギーが流れるが、一部でも欠けた状態ではその流れが止まるため戦闘形態に変身することは出来ず、着用者の皮膚を服の一部と見なして強引に変身することも可能だが、人の皮膚では生命戦維のエネルギーに耐えられる時間は1分も無い。
皐月によれば、露出度の高さには、生命戦維と肌の接触面積を減らすことで生命戦維の力を得つつその悪影響を避けるという必然性がある。一方、流子を洗脳している状態の「純潔」は露出が抑えられた形になっており、針目が第19話から縫製に取り掛かり第23話で完成させた究極の神衣「神羅纐纈」は、着用者を完全に覆い隠すような形になっている。
生命戦維（せいめいせんい）
極制服や神衣に織り込まれている特殊な繊維。文字通り「命を持った戦う繊維」で、赤白く光っている。強力な生体エネルギーを持っており、稼動中の生命戦維を片太刀バサミ（断ち斬りバサミ）以外の武器で切断するのは非常に困難とされる。一つ星極制服には全体の10%、二つ星には20%織り込まれており、神衣は100%これだけで作られている。後述するREVOCS社製造の服にもわずかであるもののそれが織り込まれている。配合率が高ければ高いほど自己修復能力が高く、得られる力も高くなるが、その代わりに実力の低い者には着こなせなくなる。そういった者が配合率の高い服を着た場合は、自我を喪失して暴れ回るほどの暴走を引き起こす。逆に着用者の実力が高すぎると、オーバーヒートを引き起こすこともある。
その正体は太古の昔宇宙より飛来した地球外生命体であり、鬼龍院家の奥にある「糸宮殿」（しきゅうでん）には原初生命戦維という巨大な生命戦維の球体が存在する。美木杉の解説によれば、人類は神経電流を主食とする生命戦維に宿主として選ばれることによってその進化を促されたとされている。生命戦維が身体に直接寄生せず衣服に織り込まれた理由は、体内に直接的に取り込むとその力が強すぎ、神経が焼き切られ死に至るため。皮膚上への寄生であれば、力は微弱であるものの、その力をコントロールできるからである。人類が発展を遂げた後は、人類に「服を作る」「服を着る」という習慣だけを残して休眠期に入っていたが、鬼龍院家によって再び呼び起こされた。
再覚醒した生命戦維は、自身によって地球を覆いつくす「繭星降誕」の達成を目的として、鬼龍院羅暁とともに人類への侵攻を開始した。
中には生命戦維と融合した人間も存在しており、羅暁、流子、縫がこれに当たる。特徴として常人離れした身体能力と首や心臓を潰しても再生するほどの生命力を持ち、心臓が生命戦維特有の模様で彩られている。現時点では断ち斬りバサミしか対抗手段がなく、通常の武器ではダメージを与えても致命傷には至らない。さらに、宿主が生命の危機に陥ると生命戦維は能力を活発化させるという特性もある。
断ち斬りバサミが対抗できるのは次のような理由による。生命戦維は切られた場所から即座に回復する性質を持っているため、一方向からの攻撃では意味をなさないが、断ち斬りバサミの様に二方向から同時に切られると再生する時に繊維が絡まり、結合できなくなる弱点を持っているからである（ただし、外部から生命戦維を織り込むことによって切断面を補修することは可能）。一方、原初生命戦維の中からは羅暁が超硬化させた生命戦維の刀を取り出しており、断ち斬りバサミおよび縛斬も、もとは生命戦維を硬化させたものであることが暗示されている。
一時は羅暁により地球中の生命戦維が覚醒させられてカバーズとなって地球を覆い、「繭星降誕」が完成されるところだったが、流子の命令により生命戦維は人間から引き離され、繭星は解体した。最終話での美木杉の推測によれば、人類に寄生できなくなった生命戦維はエネルギー源を失い、完全に活動を停止したとのこと。
絆糸（ばんし）
極制服を形作るための要の糸。服になろうという意思を持たせた生命戦維。これを切られるとすぐに「戦維喪失」されてしまうため、攻撃が届かないように幾重にもガードされている。「戦維喪失」した後に「鮮血」が最後に吸収する糸でもある。「鮮血」にも含まれているがこちらは極制服とは違い複数本であるため、1本引き抜かれただけでは破壊されない。
戦維喪失（せんいそうしつ）
極制服の着用者が、流子と「鮮血」によって身も心も敗北した状態の呼称。もしくは人衣一体状態の流子が繰り出す必殺の斬撃の名称。「戦意喪失」と「繊維喪失」のダブル・ミーニングである。極制服は木っ端微塵に粉砕され、生命戦維は「鮮血」へ吸収される。
片太刀バサミ（かたたちバサミ）
流子がもう片方を捜しているという、片方だけの巨大な裁ちバサミ（断ち切りバサミ）。対極制服用に開発された特別な武器で、流子と「鮮血」の力に耐えられる唯一の武器である。赤色と青色の2つがあり、流子は父親の身体に突き刺さっていた赤色の方を所持しており、青色の方は父親殺害現場から逃げた「片太刀バサミの女」が持って逃げている。当初は背中のギターケースに格納していたが、後にポケットサイズにまで小さく折り畳むことも可能となった。
片太刀バサミの開発者は纏一身で、生命戦維の生命を断ち切るための兵器であり、本来の名称は「断ち斬りバサミ」。縫から「ネーミングセンスが無い」と笑われた一身は「学者にウケは要らん」と返している。
刀剣や鎌、もしくは棍棒と同じ要領で使え、極制服を切り裂くことができ、生命戦維も切ることができる。
流子が完全に神衣を使いこなせた時には変形し、ハサミの間から新たな刀身が出現して巨大な刀身と化す、武滾流猛怒（ぶった切るモード）が発現した。　
青色の方を持っているのは針目縫だということが明らかになるが、後に流子が奪還、その際青色が赤色に戻った。二本の片太刀バサミを使うようになった流子は、両方を同時に変形させる、弩血盛武滾猛怒（どっちもぶった切るモード）を発現させられるようになる。
決戦後、宇宙に放置されたままになっていたが、25話において裁繍防衛機関に苦戦していた流子を鮮血が助けるかのごとく彼女のもとへ降り立つ。流子はそれぞれの刃を超巨大な片太刀鋏送辞猛怒（かたたちバサミ送辞モード）と片太刀鋏答辞猛怒（かたたちバサミ答辞モード）に変形させ、それを使った技、戦維喪失卒暁式布愛成（せんいそうしつそつぎょうしきファイナル）で裁繍防衛機関を破壊した。その後、最後の役割を終え本能町とともに海へと沈んでいった。
瞬間凍結剤
生命戦維の活動を一時的に凍結させるガス。消火器の要領で噴射して使う。伊織と揃が皐月の疲労により暴走しかけた「純潔」を脱がせるために使用したり、原初生命戦維の動きを止めるべく伊織率いる裁縫部員達が使用した。効果はあくまで凍結のため、時間が経つと効果が無くなる模様。
カバーズ（COVERS）
REVOCS社により服という形で世界各国で販売され、世界を覆うようになった生命戦維の総称。また、鬼龍院家の「糸宮殿」で原初生命戦維から続々と生み出され、糸宮殿の壁面に無数に並ぶ服の総称でもある。鬼龍院羅暁はその意思の代弁者であり、その完全覚醒を目指している。大文化体育祭の陰で糸宮殿を襲った裁縫部により一度は凍結させられたが、すぐに復活して服の大軍となって本能字学園を襲い、人々を糸で釣り上げて次々に飲み込んだ。
本能字学園を上空から襲ったカバーズは紳士服の姿をしており（布状カバーズ）、鬼龍院邸の原初生命戦維から長く伸びた接続糸でエネルギーを供給されて動いており、糸を切られると活動停止する。一方、人間を飲み込んだカバーズ（人型カバーズ）は、捕えた人間をエネルギー源としており、自立して歩くことができる。もし「急急救命吸引具」などで飲み込まれた人間を救出することができれば、エネルギーを失った人型カバーズも活動できなくなる。
天種繭星（あまつたねのまゆぼし）
羅暁らが進めている最終目的である。生命戦維が宇宙で増殖するには、まず母体である原初生命戦維が宇宙を放浪し、知的生命の存在する惑星に辿り着くとその星で一番進化した生命体に寄生し、自分たちのエネルギー源としてふさわしくなるまで進化を促す。その生命体が十分に進化した段階で強烈な信号を送り、信号を受けた生命戦維入りの衣服を着た生命体をエネルギー源として取り込み、カバーズとして覚醒させて惑星表面を覆いつくす。最後にその惑星自体をエネルギー源として消費して爆発させ、発生した運動エネルギーによって新たな種子を宇宙空間にばら撒き、繁殖を続けていく。惑星全体を生命戦維で覆いつくすことを天種繭星という。
強烈な信号を送るのには大規模な発信装置が必要であり、カバーズによって本能字学園のグラウンドに建てられている。これに羅暁が乗って操る原初生命戦維が接続することで信号をREVOCS社の人工衛星に送り、衛星から信号を世界中に発信する仕組みである。最終決戦では原初生命戦維も本能字学園の発信装置も破壊されてしまい、結局は羅暁が残った原初生命戦維と「神羅纐纈」を融合させて自ら宇宙に飛び立ち、人工衛星に直接口づけして信号を世界に発信した。

### 本能字学園関連
作品の主要の舞台になる「本能字学園」、およびその「技術」と「イベント」など。
本能字学園（ほんのうじがくえん）
流子が転校する巨大都市学園。東京湾の中、千葉県寄りにある人工島の地理的な頂点に存在しており、学園とともにある本能町にとっても社会的な頂点である。
校舎はセーラー服の上衣を模した外見をしている。鬼龍院親子の支配下に置かれ、「極制服」を着た生徒が管理している。学生は極制服の支給の有無と、極制服の星のランクにより厳然とした階級に分けられ支配されている。皐月本人は「この本能字学園こそが人類の未来を切り開き、極制服もそのための武器だ」と豪語しており、第9話の回想シーンで中学一年生の皐月が蟇郡に構想を語ったように、「自らの軍団となる高校」とするべく皐月が新たに作った学園である。眼下に広がる都市・本能町を支配しているだけでなく、関東の他の地域にある学校（流子がかつて通っていた学校など）も傘下に収めており、クラブを尖兵にして日本各地の学園への侵略も行っており（第2話での猿投山曰く、「（北海道を制圧すれば）北日本の支配は完成する」。第5話では美木杉が「残るは関西のみ」と語っている）、「三都制圧襲学旅行」で関西の高校を破って全国学園支配を完成させた。
第6話終了時以降は打倒流子のために（部長の粗製乱造を嫌う皐月にとっては不本意であるが）元からあった部が異様に細分化されており、部長に与えられる極制服も量産されている。部そのものの設立は皐月さえ認めれば単なる流子の思い付きでも行えるほどに容易だが、部長には毎日朝7時からの部長会議への出席（遅刻厳禁）や頻繁に提出しなければならない膨大な量の書類作成などの厳しい職務が課されている。第8話で壊惨総戦挙が行われた際には格上を倒そうとして部活動が合併する事態が発生している。
通常時は電話などを盗聴する通信サーチが行われている。言論の自由はなく校内新聞は風紀部が検閲した物しか読めず、非正規の校内新聞の配布を手伝うと1ヶ月の反省房送りである。
羅暁が皐月に学園を作らせたのは、全国学園支配の尖兵となって鬼龍院家が全国の学生に生命戦維を強制配布するための道具となるからであり、また一か所に集めた人間を生命戦維に食わせることに使えるからであるが、皐月は最初から生命戦維と戦うための軍団として学園を育成していた。25話では、羅暁を倒し役目を終えた本能字学園は閉校されることとなっていたが、礼が裁繍防衛機関を発動し、校舎が巨大ロボットとなり暴れたため、流子によって真っ二つにされ破壊されている。またその戦いのダメージが原因で人工島全体が海に沈没したため、本能字学園は完全に消滅した。
本能町（ほんのうちょう）
本能字学園のいわば城下町。前述の本能字学園と共に鬼龍院家によって作られた町で、羅暁は「本能字実験都市」と呼ぶ。
本能字学園、本能町のある人工島は建造物で島全体が覆われており、海上に浮かぶ急勾配の小高い山とも言うべき外観である。またその都市構造は、頂点にある学園の校舎を中心として螺旋状に建物が並ぶ形となっている。
全域が鬼龍院家の私有地である（そのため、自動車免許を取得していなくとも皐月の許可があれば誰でも自動車を運転できる）。生徒の星によってその家族の住む環境が差別され、貧富の差が非常に激しく、二つ星生徒とその家族は都市上層部の上流階級的なたたずまいの庭付き一戸建ての豪邸で毎日豪華な食事ができ、一つ星生徒の家は全自動洗濯機やシャワー付きトイレがあるほかに各個室にエアコンまである集合住宅（現実の日本人の平均的な生活と同等かそれより少し上）なのに対し、無星生徒の家は裾野に広がるスラムになっており、屋外のドラム缶風呂で入浴し、まともな食材の入手すら困難である。麓から頂上には上流階級専用のロープウェイと、無星生徒用の通学用ケーブルカーが通っている。生徒とその家族は放校・退学処分になると、町からも追い出される。
本能字学園壊滅後は、カバーズが徘徊するゴーストタウンと化していた。また羅暁との決戦後、本能字学園の閉校に伴い全ての住人が退去することになっていたが、裁繍防衛機関の巨大ロボットとの戦いで人工島全体が海に沈没してしまったため、本能町の存在も消失した。
NO遅刻デー（ノーちこくデー）
第4話に登場する、無星の生徒に活を入れるために風紀部が1学期に一度、抜き打ちで行う学校行事。午前4時に貧民窟に鳴り響くサイレンと共にスタートし、数多のトラップを潜り抜け8時30分までに登校して、始業前ホームルームの点呼を受けることがゴールという過酷なもので、遅刻してしまった者は退学させられる。トラップ群を乗り越えられず挫折した脱落者たちが、退学させられる現実を自覚させられるための擬似ホームルームを屋外で受ける姿が随所で見られる。
貧民窟の生徒が普段使っている通学用ケーブルカーは使用禁止にされ、指定された経路で通学しなければならない。劇中では流子たちが一つ星専用の装甲スクールバスを強奪したが、一つ星エリアの住民一同から飽和射撃を受けた。
漫画版では皐月との初戦後、流子とマコは校庭に泊まったため結果的にこのイベントを回避している。
壊惨総戦挙（かいさんそうせんきょ）
第8話で開始された、現在の本能字学園生徒会の体制を白紙に戻し一からやり直すための総選挙。投票で役員を選ぶのではなく、手段を問わない自らの力で地位を掴み取らせるというもので、開始から7日間は学業は停止し、二つ星や生徒会四天王も含むあらゆる階層の生徒への攻撃が許可される。そのため、壊惨総戦挙中は学園内外のあらゆるところで戦いが起き、戦争のような無秩序な状態になっている。7日後に校庭まで来られた者は決戦闘兵（けっせんとうひょう）で戦う参加資格を得られ、その中から5本ある柱の頂点に登ることができた5人が闘兵場で戦う塔首頂上決戦（とうしゅちょうじょうけっせん）への参加が認められる。しかし生徒会四天王の希望により、塔首頂上決戦は生徒会四天王が流子と一対一で順番に対決するという形式になった。流子と戦う順番は七日間で倒した人数が少ない順（蟇郡、犬牟田、蛇崩、猿投山の順）になっている。この順番は、四天王が自ら生徒討伐に出向かず、他の生徒の攻撃を全て返り討ちにした結果だという（つまり、多くの生徒は四天王の中で弱そうな相手を襲ったつもりだった模様）。
皐月は「第一回本能字学園壊惨総戦挙」と言っているため、過去に行われたことは無い模様。
塔首頂上決戦では、塔の上にある闘兵場から落ちたら負けだが、上空は場外無しで闘技場より下でなければどこへでも飛行できる。塔首頂上決戦はテレビで生中継されており、通信サーチが切られている。その真の目的は、神衣の流子と三つ星極制服の四天王を戦わせ、後述の「三都制圧襲学旅行」の下準備に必要な戦力データを収集することだった。
生命戦維超高速邪魔浴（せいめいせんいちょうこうそくじゃまー）
伊織が開発した、生命戦維を細かく寸断して秒速100メートルで巡回させていることによってできた糸のバリア。美木杉によると、「全ての攻撃が無効化され、「鮮血」でも突破は難しい」と説明している。皐月は壊惨総選挙の開始から7日間、自分がいる学園の最上階周辺にこのバリアを張った。外部から手出しはできないが皐月自身も姿を見せることができない（つまり、生徒たちは皐月を恐れなくていい）ため、壊惨総戦挙がより無秩序化する一因にもなった。最終決戦でも登場し、発信装置を守るために張られていたが、蟇郡によって破られ発信装置を破壊された。
三都制圧襲学旅行（さんとせいあつしゅうがくりょこう）
本能字学園の全国学園支配の仕上げとして、最後まで抵抗している京都、大阪、神戸を大勢の3年生で襲撃する大規模強行軍。各生徒の行き先は三都のうちのどれか1箇所であり、その行き先は所属する部活動（旅団）によって決まる。生徒はジャージ型の特殊極制服が支給され、タダで指定された襲学地に行けるが、戦争なので無星は学校待機である。午前2時出発で1日で終了する予定。REVOCS社はこれを利用して自社の制服を日本中の学生に支給し、学生の裏に潜む「裸の猿」（ヌーディスト・ビーチ）を引きずり出そうとしている。結果としては大阪での予想以上の抵抗や流子の乱入があったがヌーディスト・ビーチの本部基地の破壊に成功し、目的を達成した。
大文化体育祭（だいぶんかたいいくさい）
本能字学園の全国支配を祝う祝典。学園を改造して作られた羅暁スタジアムで開催され、全生徒および本能町の住民一同は学園から支給された礼服で出席しなければならない。羅暁が皐月に開催させたもので、その開催意図は生命戦維の勝利宣言であり、本能字実験都市の実験の最終段階でもある。礼服の中の生命戦維を起動させて着用者を飲み込ませ、全生徒と住民を犠牲にすることで生命戦維の完全覚醒を実現させることが羅暁の目的だった。
卒暁式（そつぎょうしき）
本能字学園としてのイベントは普通に「卒業式」の文字を使っており、この命名は流子によるもの。
礼が操る裁繍防衛機関の校舎ロボットを撃破する際に、流子が「羅暁からの卒業」を意味して「卒暁式」と言い放った。羅暁に捉われている礼、また羅暁を倒したものの行く先を迷っている皐月など過去に捉われている者、自身を含めた羅暁に関わった全ての者の思いを断ち切るため迸った彼女の叫びである。
裁繍防衛機関（さいしゅうぼうえいきかん）
皐月が対羅暁用に用意していた本能字学園の秘密兵器。校舎に隠された武装を発動させる機関であり、校舎自体が変形し巨大ロボットとなる機構まで備えられていた。決戦時には羅暁が学園を占拠していたために使用されなかったが、25話にて礼の手で起動する。

### REVOCS（リボックス）コーポレーション
REVOCS（リボックス）コーポレーション、あるいはREVOCS社（リボックスしゃ）とは鬼龍院財閥の会社で、世界の90%の国に服を販売して各国で圧倒的なシェアを占め、世界のアパレル産業の70%を支配下に治める大企業。ロゴマークは四角の中に白抜きでRとラテン十字を組み合わせた物。本社社屋は網目のような表層のドームの頂上に塔を載せた姿で、周りのビル群を圧する巨大さを誇る。3年前に、犬牟田によってシステムをクラックされて一時株価を大暴落させられたが、驚異的な捜査力ですぐに彼を捕まえている。
「我々だけが人の原罪を知り、服のための服を作っている」、「服とは世界。天と地と人を包まんとするカバーズの意志」という、意味深な社是の下で運営されている。
前述の通り、同社製造の服には生命戦維がわずかながら織り込まれており、状況によっては着用している者の意思をコントロールできるようになっている。REVOCSの服が着用者に力を与えるという噂は世界的に広がっており、世界の武装勢力の中には戦力強化のためにREVOCSの工場を襲って服を奪う者もいるが、羅暁は自らの力で服を勝ち取ったと思い込んでくれたほうが生命戦維が広がるうえで好都合だと意に介さない。皐月配下の学園を次々とカバーズが壊滅させている間、生命戦維の入ったREVOCS社の服は着用者の脳神経を操り、進行中の征服活動を意識させないようにしている。21話では他社買収によりREVOCSとその傘下の市場シェアが世界の100%を占めるに至ったが、社員は生命戦維の支配の完成のために全員カバーズに取り込まれた。
社名は「COVERS」をアナグラム変換したものである。

### ヌーディスト・ビーチ
ヌーディスト・ビーチとは、反制服ゲリラを後押しし、生命戦維の脅威や鬼龍院親子の支配と戦っている組織。略称は「NB」で、シンボルマークは丸で囲んだTバック（NとBの文字をTバックの形につなげた意匠）の上に×印を描いたもの。美木杉・黄長瀬・纏一身が関わっており、一身が自らの特許で得た資金を投じて創設した。極制服に対抗するための裁縫道具型武器を開発して黄長瀬らに支給することで、REVOCS社ならびに鬼龍院家による支配を打破するために活動しており、鬼龍院サイドからは「裸の猿」とも呼ばれている。神衣と流子については鬼龍院支配を覆すための切り札と考えているが、流子からは自分や「鮮血」を意志を持った存在としてではなく道具としか捉えていないと反発されている。
本部基地は大阪の地下にあり、基地の奥の洞窟には大きなビーチが広がっている。宝多財閥の資金援助を受けて活動しており、宝多金男に鬼龍院家に対抗する技術の供与を行っていた。多くの戦闘員は名前通り上半身裸で貞操帯のような装甲を身に着けており、二脚砲台（搭乗者の胴体を機体で挟んで固定し、うつぶせ状態で地面と水平に搭乗する）を多数所持している。襲学旅団と皐月の襲来を受けて金男と流子の救出に向かうが、蛇崩によって本部基地を破壊され、戦力の大半を失った。ただし、美木杉により襲撃前にある程度の戦力と人員は予め避難させられていた。
本能字学園壊滅後は、四天王をはじめとした皐月配下の学園の学生の一部をメンバーとして加えていたが、救出するにつれて皐月はもちろんカバーズから救出された皐月配下の学園の学生らも所属するようになった。
反制服ゲリラ（はんせいふくゲリラ）
本能字学園の支配に対抗している反抗勢力。黄長瀬が所属している「ヌーディスト・ビーチ」以外の組織は明かされていない。
ジャミング弾（ジャミングだん）
対極制服用に開発された縫い針のような銃弾。特殊な金属でできており、これを極制服や神衣が受けると、人体と生命戦維との連携が遮断されて無力化される。後に犬牟田がその構造を解析して改良し、大文化体育祭の時に礼服へ飲み込まれた人々の救出に使用している。
特殊膠着弾（とくしゅこうちゃくだん）
美木杉に壊惨総戦挙の会場へ呼び出された黄長瀬が、流子と「鮮血」に万が一のことがあった時のために美木杉に渡した特殊なライフル弾。弾頭は生命戦維のような黒地に赤い糸を密集させた見た目をしており、その効果は簡単に言えば強力な糊付けで、当たった相手を神衣を着ていようが強制的に動けなくするが、被弾した者の命の保障は出来ないという代物。
道頓堀ロボ（どうとんぼりロボ）
宝多がヌーディスト・ビーチの援助によって手に入れた「対本能字学園機動兵器」。巨大な黄金のカニの姿（目と目の間の一番高い部分にはくいだおれ太郎の頭のような物が乗っている）をしており、搭乗者はヌーディスト・ビーチの二脚砲台と同じく裸で乗り込み、胴体だけを固定された状態で目の下の部分に地面とほぼ水平にうつぶせに搭乗する。両腕の巨大な鋏による近接戦闘だけでジャージ型特殊極制服を着た生徒を軽々と無力化する攻撃力と防御力を備え、更に「千成瓢箪ミサイル」による飽和射撃や、後方の穴から相手を拘束する「蟹味噌スライム」など、多彩な武装を持つ。
美木杉も、蟹型の装甲や特殊武装などを外したタイプの道頓堀ロボに搭乗して大文化体育祭の阻止に向かうが、このロボの名前が嫌いらしく、「DTR」という略称に固執している。
元ネタはDeep Fried FiguresのMechawhaleという鯨がパワードスーツを着たフィギュア。
黄長瀬専用DTR試作機
黄長瀬が使用する彼専用の試作型道頓堀ロボ。緑色に塗装されており美木杉の物より装甲が厚い。武器は左右に装備されたジャミング弾。
アルティメット・ダブル・ネイキッド・D-T-R
最終回で美木杉と黄長瀬が使用した道頓堀ロボが合体したもの。美木杉機が左胴体と両足を構成し、黄長瀬機が右胴体と両腕を構成する。「神羅纐纈」の前にはなすすべもなかったが、最後は蟇郡が縛解傲擲で発信装置にあけた穴に突撃後自爆した。
四天王専用DTR
25話において美木杉たちが持ってきた四天王用のDTR。本来は最終決戦用に用意されていたものだったが、四天王が使用を拒んだため埃をかぶっていたが、礼の強襲に伴い戦力がない四天王が使用するも扱いづらいという理由ですぐに乗り捨て最終的に犬牟田が遠隔操作で動かす。
テーラーズ・グローブ、テーラーズ・ダガー
美木杉がヌーディスト・ビーチの基地で黄長瀬に渡した武器で後に猿投山が使用。生命戦維の入った服の着用者との接近戦を有利にするためのもので、格闘で絆糸を断ち切ることを意図する。
25話では流子が通常タイプ、猿投山が長剣、乃音が刀身が音符の形をした短剣、蟇郡が斧、犬牟田がキーボードの形状をしたテーラーズ・ダガーを使用している。
急急救命吸引具（きゅうきゅうきゅうめいきゅういんぐ）
犬牟田と伊織が開発した対カバーズ用装備。カバーズに取り込まれた人を掃除機のように吸い出し救出する。これによりマコや各部の部長が救出された。
裸の太陽丸（はだかのたいようまる）
宝多財閥の援助を受けヌーディスト・ビーチが密かに完成させていた旗艦。普段はヌーディスト・ビーチの地下本部基地として使用されている。
発進時は糸切りバサミのような形状をしているが、出航後上部の刃状の部分が展開し甲板部になり、攻撃ヘリコプターを発着させることができる。ブリッジ部分も展開して天井を取り払うことも可能で、ブリッジ後方にはビーチパラソルやデッキチェアを備えた司令官席のようなものが置かれている。
また、再度甲板部を閉じることでグレートマッパダガーという突撃形態へ変形できる。
動力は人力で当初はヌーディスト・ビーチの一般兵によりタービンを回転させていたが、最終的に極制服を着たマコと復活した各部の部長たちが動かしている。
最終決戦後そのまま本能町に放置されていたが、裁繍防衛機関が流子と立ち回る際にナイフ代わりに引き抜き使用しそのまま流子によって断ち切られている。

### その他の学校
私立輪廻堂中学（しりつりんねどうちゅうがく）
皐月と蟇郡が在籍していた中学校。北条と今川の2名によって実質的に支配されていたが、皐月の入学により支配体制が崩壊しており、以後は皐月による力の支配が行われている。

鷹飛舎幼稚園（たかびしゃようちえん）
皐月と蛇崩が通っていた幼稚園。奇怪な彫像や遊具が並び、蛇口からはコーラ（蛇口上部のタンクのラベルを見ると複数のフレーバーがある）が出る。園庭からは、屹立しているREVOCSコーポレーションの大ドームと塔が見える。
難波金満高校（なにわきんまんこうこう）
後ろにナニワスカイタワー（「TAKARADA」の縦書きのロゴがあり、通天閣に角が生えたような外見の大阪の新名所）がそびえ立つ、金色の鳥目銭のモチーフがあちこちにある天守閣風の校舎（体育館らしき建物の上には赤字で「千両」と書かれている）を持つ高校。商人（あきんど）の街ゆえにゼニ（金銭）が全てで、ゼニを多く持っている者が強者。大宝多金融が発行する、「大阪特区金融券」（通称：宝多札）という兌換紙幣（兌換対象の金貨には金男の顔が刻印されている）が流通している。
極制服に対抗しうる戦力を有し、宝多札をサブマシンガンでばら撒いて弾丸として使うだけではなく、ばら撒かれたゼニ目当てに市民も「銭闘市民」として戦闘に参加する。しかし、皐月が圧倒的な力による恐怖をもって市民を戦意喪失させたうえ、金男の道頓堀ロボを敗北させた。難波金満高校と大阪市街は、町を巻き込んだ宝多の火力による攻撃と、地下にヌーディスト・ビーチの本部基地があったことによる四天王とヌーディスト・ビーチとの戦闘で焦土と化した。
神神戸高校（かみこうべこうこう）
神戸ポートタワー風の塔を持ち、帆船を模した外観の校舎を持つ高校。火炎瓶とアメリカンハイスクールの武装アメフト軍団の助っ人を使い、アメフト用装甲プロテクターを着て戦うも、アメフト軍団は蟇郡率いる強化風紀員の生徒手帳（本能字学園の校則で縛る、という意味で手帳を敵に投げつける）攻撃に敗れる。その後、ロシアンマフィアから密輸した戦車に「神戸特産積層装甲お肉アーマー」を貼り付け、その霜降りで手帳攻撃をとろけさせて無効化するが、「鮮血」の破片で強化された最強校則班により巨大化した生徒手帳に砲弾を弾き返されてお肉アーマーを焼肉にされ、戦闘力を失い降伏した。焼肉と化した神戸特産積層装甲お肉アーマーは、生徒達が襲学旅団から逃げ惑いながらおいしそうに食べた。
安倍賀茂学園（あべかもがくえん）
守護生徒曰く千年続く学校。朱塗りの楼閣を思わせる古風な造りの校舎を持つ。四神相応の陣で四神の幻影を見せ京都襲学旅団を混乱させるが、犬牟田によってそれが地磁気を応用した特殊な電磁波による人間の神経信号への介入であると見抜かれ、彼の命令を受けた武装美術部が数学部の解析（非ユークリッド空間成立式）を基に描いた絵で位相空間を変化させて（見た目は犬牟田のホログラムがチャクラムを投げて四神の幻影を切り裂いている動画）地磁気を混乱させたことによって無力化された。これを受けて僧兵風の出で立ちの生徒達が立ち向かうものの、武装吹奏楽部の破壊音波攻撃によって校舎もろとも倒された。

## スタッフ
- 原作 - TRIGGER[21]、中島かずき[21]
- 監督 - 今石洋之[21]
- シリーズ構成・脚本 - 中島かずき[21]
- 脚本 - 若林広海（第4話）、瀬古浩司（第5話）
- キャラクターデザイン・総作画監督 - すしお[21]
- アートディレクター - コヤマシゲト[21]
- セットデザイン - 吉成曜[21]
- クリエイティブオフィサー - 若林広海[21]
- 美術監督 - 金子雄司[21]
- 色彩設計 - 垣田由紀子[21]
- 撮影監督 - 山田豊徳[21]
- 編集 - 植松淳一[21]
- 音響監督 - 岩浪美和[21]
- 音楽 - 澤野弘之[21]
- プロデューサー - 鳥羽洋典、真鍋義朗、遠藤哲哉、辻壮一、金庭こず恵、鎌形英一、橋本龍
- アニメーションプロデューサー - 大塚雅彦、舛本和也
- アニメーション制作 - TRIGGER[21]
- 製作 - アニプレックス、ULTRA SUPER PICTURES、電通、KADOKAWA、ムービック、ルーセント・ピクチャーズエンタテインメント[注 63]、MBS

## 主題歌
オープニングテーマ
「シリウス」（第2話 - 第14話）
作詞 - meg rock / 作曲・編曲 - Ryosuke Shigenaga / 歌 - 藍井エイル
第1話と第15話、第25話ではエンディングテーマとして、第24話では挿入歌として使用。
「ambiguous」（第16話 - 第23話、第25話）
作詞 - meg rock / 作曲 - toku / 編曲・歌 - GARNiDELiA
第18話では未使用。第24話では挿入歌として使用。

エンディングテーマ
「ごめんね、いいコじゃいられない。」（第2話 - 第14話、第24話）
作詞・作曲・歌 - 沢井美空 / 編曲 - 立山秋航
第1話と第15話では未使用。
「新世界交響楽」（第16話 - 第23話）
作詞・作曲 - ふっくん / 編曲 - マウマウ、324P、江口亮 / 弦編曲 - 江口亮、石塚徹 / 歌 - さよならポニーテール
第23話では挿入歌としても使用。また、通常のエンディングが流れる途中で針目縫が現れ、その直後に本編のCパートに入る演出がされた。

挿入歌
「サンビカ」（第3話、第7話、第11話、第23話）
作詞・作曲・編曲 - Takahiro Yasuda / 歌 - 藍井エイル
「劇伴特化型1☆極★服」（第1話、第2話、第3話、第8話、第9話、第10話、第18話、第23話）
作詞 - mpi / 作曲・編曲 - 澤野弘之 / バックグラウンドボーカル - 小林未郁 & 河合夕子 & 内田有 & 仁科かおり & Hikaru, Sen , Melo-J (from Lumiere)
「Before my body is dry」（第14話、第15話、第22話、第24話、第25話 OVA）
作詞 - mpi & David Whitaker / 作曲・編曲 - 澤野弘之 / 歌 - 小林未郁 & David Whitaker
「Blumenkranz」（第6話、第11話、第13話、第17話、第18話、第23話）
作詞 - Rie / 作曲・編曲 - 澤野弘之 / 歌 - Cyua
「Suck your blood」（前半 - 第10話 / 後半 - 第14話、第20話）
作詞 - mpi / 作曲・編曲 - 澤野弘之 / 歌 - Benjamin Anderson & mpi
「Light your heart up」（第4話、第7話）
作詞 - cAnON. / 作曲・編曲 - 澤野弘之 / 歌 - Aimee Blackschleger
「I want to know」（第20話 “A並びBパートで2度使用”、第21話）
作詞 - mpi & Benjamin Anderson / 作曲・編曲 - 澤野弘之 / 歌 - Benjamin Anderson
「Before my body is dry：[nZk] ver.」（第13話）
作詞 - mpi / 作曲・編曲 - 澤野弘之 / 歌 - 小林未郁
「Blumenkranz：[nZk] ver.」（第16話、第21話、第25話 OVA）
作詞 - Rie / 作曲・編曲 - 澤野弘之 / 歌 - Cyua
「Suck your blood：[nZk] ver.」（後半 - 第15話）
作詞 - mpi / 作曲・編曲 - 澤野弘之 / 歌 - Benjamin Anderson & mpi
「Till I Die：[nZk] ver.」（第25話 OVA）
作詞 - cAnON. / 作曲・編曲 - 澤野弘之 / 歌 - CASG（Caramel Apple Sound Gadget）

## 各話リスト
毎回のサブタイトルは、脚本家の中島の趣向で、彼が所持するiTunesからチョイスした昔の流行歌の曲名を引用している。
| 話数       | サブタイトル                 | 絵コンテ        | 演出              | 作画監督                                   | 放送日         |
| ---------- | ---------------------------- | --------------- | ----------------- | ------------------------------------------ | -------------- |
| 第一話     | あざみのごとく棘あれば       | 今石洋之        | 清水久敏          | すしお                                     | 2013年10月4日  |
| 第二話     | 気絶するほど悩ましい         | 中村章子        | 中村章子          | 佐藤雅将                                   | 2013年10月11日 |
| 第三話     | 純潔                         | 雨宮哲          | 雨宮哲            | 米山舞                                     | 2013年10月18日 |
| 第四話     | とても不幸な朝が来た         | 今石洋之        | 清水久敏          | 中森晃太郎                                 | 2013年10月25日 |
| 第五話     | 銃爪                         | 小林寛          | 小林寛            | 岩崎将大                                   | 2013年11月1日  |
| 第六話     | 気分次第で責めないで         | 小松田大全      | 小松田大全        | 坂本勝                                     | 2013年11月8日  |
| 第七話     | 憎みきれないろくでなし       | 立川譲          | 立川譲            | すしお                                     | 2013年11月15日 |
| 第八話     | 俺の涙は俺が拭く             | 坂本一也        | 有冨興二          | 原修一、星野真澄 前田義宏                  | 2013年11月22日 |
| 第九話     | チャンスは一度               | 博史池畠        | 博史池畠          | 三室健太                                   | 2013年11月29日 |
| 第十話     | あなたを・もっと・知りたくて | 林祐一郎        | 井端義秀          | 寺井佳史、田澤潮 前田義宏                  | 2013年12月6日  |
| 第十一話   | 可愛い女と呼ばないで         | 雨宮哲          | 雨宮哲 清水久敏   | 坂本勝 岩崎将大                            | 2013年12月13日 |
| 第十二話   | 悲しみにつばをかけろ         | 大塚健          | 高橋知也          | 米山舞、中森晃太郎                         | 2013年12月20日 |
| 第十三話   | 君に薔薇薔薇…という感じ      | 今石洋之        | 三上喜子 大塚雅彦 | 平田雄三                                   | 2014年1月10日  |
| 第十四話   | 急げ風のように               | 摩砂雪          | 大野和寿          | 長谷川哲也、小嶋慶祐                       | 2014年1月17日  |
| 第十五話   | どうにもとまらない           | 樋口真嗣        | 大西景介          | すしお                                     | 2014年1月24日  |
| 第十六話   | 女はそれを我慢できない       | 前田真宏        | 清水久敏          | 坂本勝、岩崎将大                           | 2014年1月31日  |
| 第十七話   | 何故にお前は                 | 吉岡忍          | 江島泰男          | 中森晃太郎                                 | 2014年2月7日   |
| 第十八話   | 夜へ急ぐ人                   | 小林寛          | 小林寛            | 米山舞、長谷川哲也                         | 2014年2月14日  |
| 第十九話   | たどりついたらいつも雨ふり   | 中村章子        | 大関雅幸          | 菊池政芳、藤田真弓                         | 2014年2月21日  |
| 第二十話   | とおく群衆を離れて           | 横山彰利        | 大嶋博之          | 小嶋慶祐、平田雄三                         | 2014年2月28日  |
| 第二十一話 | 未完成                       | 雨宮哲 今石洋之 | 雨宮哲            | 堀剛史、半田修平 平田雄三、芳垣祐介 すしお | 2014年3月7日   |
| 第二十二話 | 唇よ、熱く君を語れ           | 小林寛 中村章子 | 清水久敏          | 坂本勝 岩崎将大                            | 2014年3月14日  |
| 第二十三話 | イミテイション・ゴールド     | 小松田大全      | 小松田大全        | 米山舞                                     | 2014年3月21日  |
| 第二十四話 | 果てしなき闇の彼方に         | 吉成曜 今石洋之 | 今石洋之 大塚雅彦 | すしお                                     | 2014年3月28日  |
| 第二十五話 | さよならをもう一度           | 雨宮哲          | 清水久敏 雨宮哲   | すしお、米山舞 今石洋之                    | TV未放映       |

## 放送局
| 放送地域         | 放送局             | 放送期間                      | 放送日時                             | 放送系列                                | 備考                                                       |
| ---------------- | ------------------ | ----------------------------- | ------------------------------------ | --------------------------------------- | ---------------------------------------------------------- |
| 近畿広域圏       | 毎日放送           | 2013年10月4日 - 2014年3月28日 | 金曜 2:05 - 2:35（木曜深夜）         | TBS系列                                 | 製作局                                                     |
| 北米、中南米など | Crunchyroll        | 2013年10月4日 - 2014年3月28日 | 金曜 3:30 更新（木曜深夜、日本時間） | ネット配信                              | 英語等の字幕あり                                           |
| 韓国全域         | ANIPLUS            | 2013年10月4日 - 2014年3月28日 | 金曜 23:00 - 23:30                   | CS放送 IP放送 ケーブルテレビ ネット配信 | 19歳以上視聴可で放送 韓国語字幕あり                        |
| 関東広域圏       | TBSテレビ          | 2013年10月5日 - 2014年3月29日 | 土曜 2:25 - 2:55（金曜深夜）         | TBS系列                                 |                                                            |
| 中京広域圏       | 中部日本放送       | 2013年10月5日 - 2014年3月29日 | 土曜 3:10 - 3:40（金曜深夜）         | TBS系列                                 |                                                            |
| 日本全域         | BS-TBS             | 2013年10月6日 - 2014年3月30日 | 日曜 0:30 - 1:00（土曜深夜）         | BS放送                                  |                                                            |
| 日本全域         | ニコニコ生放送     | 2013年10月6日 - 2014年3月30日 | 日曜 22:30 - 23:00                   | ネット配信                              |                                                            |
| 日本全域         | ニコニコチャンネル | 2013年10月6日 - 2014年3月30日 | 日曜 23:00 更新                      | ネット配信                              | 最新話1週間無料                                            |
| 日本全域         | バンダイチャンネル | 2013年10月13日 - 2014年4月6日 | 日曜 12:00 更新                      | ネット配信                              |                                                            |
| 日本全域         | dアニメストア      | 2013年10月13日 - 2014年4月6日 | 日曜 12:00 更新                      | ネット配信                              |                                                            |
| 日本全域         | ネットフリックス   | 2015年9月 -                   | 更新時間未定                         | ネット配信                              | HD画質（720p）による配信                                   |
| 東京都           | TOKYO MX           | 2014年1月3日                  | 金曜 12:00 - 18:00                   | 独立局                                  | 第1話から第12話まで一挙放送 東京都内では単発による集中放送 |
| 日本全域         | アニマックス       | 2014年2月11日 - 8月5日        | 火曜 22:00 - 22:30                   | アニメ専門BS/CS放送                     | リピート放送あり                                           |
| 日本全域         | AT-X               | 2016年4月10日 -               | 日曜 0:30 - 1:00（土曜深夜）         | アニメ専門CS放送                        | リピート放送あり                                           |

その他、日本とほぼ同時に公式にウェブ配信されるストリーミングサイトと対応地域は以下の通り。いずれも現地時間で2013年10月4日から5日の間に第1話の配信を開始し、毎週MBSでの放送から間を置かずに各国語の字幕付きで配信を実施している。
- Aniplex Channel - アメリカ合衆国
- DAISUKI.net - 東南アジア、インド、中東など世界各地（英語圏やフランス語圏のいくつかの国を除く）
- Hulu - アメリカ合衆国
- Madman - オーストラリア、ニュージーランド - 金曜 5:30 更新（オーストラリア東部標準時）[32]
- Anime Limited - イギリス、アイルランド
- Wakanim TV - フランス語圏
- LeTV（楽視網） - 香港・マカオを除く中国全域 - 金曜 1:10 更新（中国標準時）[33]

## BD / DVD
| 巻 | 発売日       | 収録話          | 規格品番     | 規格品番     | 規格品番  |
| 巻 | 発売日       | 収録話          | BD限定版     | DVD限定版    | DVD通常版 |
| -- | ------------ | --------------- | ------------ | ------------ | --------- |
| 1  | 2014年1月8日 | 第1話 - 第2話   | ANZX-9281/82 | ANZB-9281/82 | ANSB-9281 |
| 2  | 2014年2月5日 | 第3話 - 第5話   | ANZX-9283/84 | ANZB-9283/84 | ANSB-9283 |
| 3  | 2014年3月5日 | 第6話 - 第8話   | ANZX-9285/86 | ANZB-9285/86 | ANSB-9285 |
| 4  | 2014年4月2日 | 第9話 - 第11話  | ANZX-9287/88 | ANZB-9287/88 | ANSB-9287 |
| 5  | 2014年5月7日 | 第12話 - 第14話 | ANZX-9289/90 | ANZB-9289/90 | ANSB-9289 |
| 6  | 2014年6月4日 | 第15話 - 第17話 | ANZX-9291/92 | ANZB-9291/92 | ANSB-9291 |
| 7  | 2014年7月2日 | 第18話 - 第20話 | ANZX-9293/94 | ANZB-9293/94 | ANSB-9293 |
| 8  | 2014年8月6日 | 第21話 - 第23話 | ANZX-9295/96 | ANZB-9295/96 | ANSB-9295 |
| 9  | 2014年9月3日 | 第24話 - 特別編 | ANZX-9297/98 | ANZB-9297/98 | ANSB-9297 |

## サウンドトラック
- 澤野弘之「キルラキル オリジナル・サウンドトラック」 発売元：アニプレックス 品番：SVWX-7973 発売日：2013年12月25日

## 受賞歴
- ニュータイプアニメアワード2014
  - キャラクターデザイン賞：すしお
  - 脚本賞：中島かずき
  - サウンド賞：澤野弘之
  - 作品賞（TV部門）
- 第18回文化庁メディア芸術祭アニメーション部門 審査委員会推薦作品[34]

## WEBラジオ
『キルラキルラジオ』（KILL la KILL RADIO）のタイトルで音泉にて2013年10月15日から2014年4月29日まで隔週火曜日更新で配信されていた。パーソナリティは美木杉愛九郎役の三木眞一郎と満艦飾マコ役の洲崎綾。同年6月4日からは『キルラキルラジオ改（あらため）』に改題され、毎月第1水曜更新で9月3日まで4回配信された。
- ラジオCD 「キルラキルラジオ」 Vol.1 2014年4月23日発売

【CD 2枚組】
DISC1:約40分 CD特別版 新規録り下ろし番組を収録(オーディオCD)
DISC2:約280分 ラジオ第1回 - 第7回 MP3にて収録(データCD-ROM)
パーソナリティ 三木眞一郎(美木杉愛九郎 役)、洲崎綾(満艦飾マコ 役)
ゲスト
第5回:小清水亜美(纏流子 役)
第6回:柚木涼香(鬼龍院皐月 役)
特別版ゲスト
稲田徹(蟇郡苛 役)
- ラジオCD「キルラキルラジオ」Vol.2 2014年7月16日発売

【CD 2枚組】
DISC1:福井裕佳梨さん(満艦飾好代 役)と藤村歩さん(満艦飾又郎 役)をゲストに迎えた新規録りおろしラジオ 約40分収録(オーディオCD)
DISC2:ラジオアーカイブ第8回 - 第15回 300分以上をMP3にて収録(データCD-ROM)
パーソナリティ 三木眞一郎(美木杉愛九郎 役)、洲崎綾(満艦飾マコ 役)
アーカイブゲスト
第10回:稲田徹(蟇郡苛 役)
第11回:新谷真弓(蛇崩乃音 役)
第12回:福井裕佳梨(満艦飾好代 役)
第13回:朴璐美(鬼龍院羅暁 役)
第14回:稲田徹(蟇郡苛 役)、中島かずき(シリーズ構成・脚本)
第15回:中島かずき(シリーズ構成・脚本)、すしお(キャラクターデザイン)、若林広海(クリエイティブオフィサー)
新規録りおろしラジオゲスト
福井裕佳梨(満艦飾好代 役)、藤村歩(満艦飾又郎 役)
- ラジオCD「キルラキルラジオ改」 2014年12月17日発売

【CD 2枚組】
DISC1:新規録りおろしラジオ 約40分収録(オーディオCD)
DISC2:ディレクターズカット版ラジオアーカイブ第1回~第4回 200分以上をMP3にて収録(データCD-ROM)
パーソナリティ　三木眞一郎(美木杉愛九郎 役)、洲崎綾(満艦飾マコ 役)
アーカイブゲスト
第1回:吉野裕行(犬牟田宝火 役) / うえだゆうじ(伊織糸郎 役)
第2回:小西克幸(黄長瀬紬 役)
第3回:小清水亜美(纏流子 役) / 柚木涼香(鬼龍院皐月 役)
第4回:すしお(キャラクターデザイン) / 若林広海(クリエイティブオフィサー)
新規録りおろしラジオのパーソナリティ 稲田徹(蟇郡苛 役)、新谷真弓(蛇崩乃音 役)
新規録りおろしラジオのゲスト
中島かずき(シリーズ構成・脚本)
柚木涼香(鬼龍院皐月 役)

## コミカライズ
あきづきりょう作画による漫画版が『ヤングエース』（株式会社KADOKAWA発行、編集角川書店）2013年11月号から2015年3月号にかけて連載された。原作の中島かずきが監修している。
2014年2月25日には、ダ・ヴィンチニュースの「米国人バイヤーが選んだ、アメリカでブレイクしそうな日本のマンガ」で第4位となった。
| 既刊コミックス | 発売日        | ISBN                   |
| -------------- | ------------- | ---------------------- |
| キルラキル(1)  | 2013年12月4日 | ISBN 978-4-04-120908-0 |
| キルラキル(2)  | 2014年3月10日 | ISBN 978-4-04-121048-2 |
| キルラキル(3)  | 2015年3月2日  | ISBN 978-4-04-102107-1 |

## 書籍
- 「キルラキル公式ガイドブック 神衣万象」TRIGGER (監修), 中島かずき  (監修), ニュータイプ (編集) 出版社: KADOKAWA/角川書店　2014年5月24日発売　ISBN 978-4041107669
- 「キルラキル 脚本全集」　中島かずき  (著)　出版社: KADOKAWA/角川書店　2014年9月6日発売　ISBN 978-4041018903
- 「キルラキル アニメーション原画集 第一巻」 出版社:TRIGGER　2014年9月発売 ※TRIGGERオンラインショップ[36]で通販
- 「キルラキル アニメーション原画集 第二巻」 出版社:TRIGGER　2014年12月発売 ※TRIGGERオンラインショップで通販
- 「キルラキル アニメーション原画集 第三巻」 出版社:TRIGGER　2015年8月発売 ※TRIGGERオンラインショップで通販

## コラボレーション
- 放送開始後、テレビアニメ『うーさーのその日暮らし 覚醒編』の第5話に「鮮血」がゲスト出演（声も関俊彦が担当）し、次回予告の背景にも本作のポスターの絵が使われた。
- 2014年のAKB48 37thシングル 選抜総選挙では、当時SKE48兼乃木坂46のメンバーだった松井玲奈が纏流子に扮した選挙ポスターを制作した。このポスターにはTRIGGERが背景やパーツを提供したうえ、すしおが実写とアニメの境目を描き足し、中島かずきがキャッチコピーを担当するなど、本作のスタッフが無償で参加している[37]。
- 2015年4月期にMBSでの『アニメイズム』枠が木曜深夜から金曜深夜への移動が決定した際の告知CMでは、本作の映像が流用されたほか、マコ役の洲崎綾による新録ナレーションが使用された。
- 2019年6月にゲームアプリ『モンスターストライク』で本作の主要スタッフが参加したアニメ映画『プロメア』とのコラボが行われ、コラボガチャに流子とマコ、イベントクエストに皐月が登場する